# Campeonato Brasileiro de Cubo Mágico
O Campeonato Brasileiro de Cubo Mágico é um torneio realizado anualmente no Brasil, oficializado pela World Cube Association (WCA), no qual sua primeira edição foi realizada em 2013. Os resultados de todos os participantes, em todas as categorias, fazem parte dos rankings oficiais.
Todos os tempos são contados baseados no sistema internacional de medidas de tempo.
Os campeonatos brasileiros de cubo mágico foram organizados pela Associação Brasileira de cubo mágico (ABCM) desde sua primeira edição até 2019. Após isso eles foram organizados pela nova Associação Brasiliense de cubo mágico (ABRACM), que posteriormente se tornou a nova Associação Brasileira de cubo mágico, mantendo a sigla ABRACM e não tendo nenhum vinculo com a antiga associação.

## Campeonato Brasileiro de Cubo Mágico 2013
O primeiro Campeonato Brasileiro de Cubo Mágico foi realizado nos dias 19, 20 e 21 de julho de 2013 no SESC da cidade de Santos (São Paulo). Nesse campeonato foram realizados todas as modalidades oficiais da WCA:
- Cubo 2x2x2
- Cubo 3x3x3 (Rubik's Cube)
- Cubo 3x3x3 OH (com uma mão)
- Cubo 3x3x3 BLD (com os olhos vendados)
- Cubo 3x3x3 FM (com menos movimentos)
- Cubo 3x3x3 Multi BLD (múltiplos cubos vendado)
- Cubo 3x3x3 With Feet (com os pés)
- Cubo 4x4x4
- Cubo 4x4x4 BLD (com os olhos vendados)
- Cubo 5x5x5
- Cubo 5x5x5 BLD (com os olhos vendados)
- Cubo 6x6x6
- Cubo 7x7x7
- Pyraminx
- Megaminx
- Square-1
- Rubik's Clock

### Resultados
Nesse campeonato,os campeões brasileiros em cada categoria foram:
| Modalidades   | Nome                        | Melhor Tempo      | Melhor Média  |
| ------------- | --------------------------- | ----------------- | ------------- |
| 2x2x2         | Israel Machado Soares       | 3.80              | 4.39          |
| 3x3x3         | Israel Machado Soares       | 9.21              | 10.40         |
| 3x3x3 OH      | Gabriel Dechichi Barbar     | 15.12             | 17.84         |
| 3x3x3 BLD     | Walter Pereira Rodrigues    | 47.25             |               |
| 3x3x3 FM      | Diego Bojunga Meneghetti    | 38                |               |
| 3x3x3 M-BLD   | Walter Pereira Rodrigues    | 11/12 53:26 (SAR) |               |
| 3x3x3 WF      | Gabriel Pereira Campanha    | 29.15 (SAR)       | 36.94         |
| 4x4x4         | Gabriel Dechichi Barbar     | 43.78             | 48.56         |
| 4x4x4 BLD     | Israel Fraga da Silva       | 5:37.56 (SAR)     |               |
| 5x5x5         | Gabriel Dechichi Barbar     | 1:20.28           | 1:30.06       |
| 5x5x5 BLD     | Walter Pereira Rodrigues    | 31:14.00          |               |
| 6x6x6         | Gustavo Maysonnave Franck   | 2:51.19           | 3:03.43       |
| 7x7x7         | Gustavo Maysonnave Franck   | 3:25.93 (SAR)     | 3:40.10 (SAR) |
| Pyraminx      | Samuel Antônio Araújo       | 2.81              | 3.95 (SAR)    |
| Megaminx      | Ronan Felipe Jorge          | 1:02.96 (NR)      | 1:14.49       |
| Square-1      | Bruno Fonsêca Coelho Lima   | 13.94             | 22.89         |
| Rubik's Clock | Alrimar Dias Rocha Sobrinho | 10.00             | 11.07         |

Notas:
- SAR: Recorde Sul-Americano
- NR : Recorde Nacional
- WR: Recorde Mundial

## Campeonato Brasileiro de Cubo Mágico 2014
Em 2014, o Campeonato Brasileiro foi dividido em duas etapas. A etapa de verão aconteceu nos dias 31 de janeiro, 1 e 2 de fevereiro de 2014 no SESC Interlagos da cidade de São Paulo. A etapa de inverno do campeonato aconteceu nos dias 25, 26 e 27 de julho de 2014 no SESC da cidade de Santos (São Paulo). Neste ano, também foi adicionada uma nova modalidade oficial da WCA, o Skewb. Junto com as outras modalidades oficiais realizadas no Campeonato Brasileiro de 2013, o Skewb fará parte das competições de 2014.

### Brasileiro Etapa de Verão 2014
Na primeira etapa do campeonato, tivemos os seguintes resultados:
| Modalidades   | Nome                         | Melhor Tempo      | Melhor Média |
| ------------- | ---------------------------- | ----------------- | ------------ |
| 2x2x2         | Gabriel Dechichi Barbar      | 2.63              | 3.80         |
| 3x3x3         | Gabriel Dechichi Barbar      | 9.07              | 9.31         |
| 3x3x3 OH      | Gabriel Dechichi Barbar      | 12.68             | 17.36        |
| 3x3x3 BLD     | Gabriel Dechichi Barbar      | 50.58             |              |
| 3x3x3 FM      | João Pedro Batista Ribeiro   | 31                |              |
| 3x3x3 M-BLD   | Gabriel Dechichi Barbar      | 12/13 48:20 (SAR) |              |
| 3x3x3 WF      | Gabriel Pereira Campanha     | 30.24             | 32.75        |
| 4x4x4         | Gabriel Dechichi Barbar      | 46.03             | 47.76        |
| 5x5x5         | Fabiano Pinheiro de Oliveira | 1:34.58           | 1:53.22      |
| 6x6x6         | Gabriel Pereira Campanha     | 4:00.83           | 4:03.10      |
| 7x7x7         | Yngwie Onodera               | 7:16.41           |              |
| Pyraminx      | João Guilherme Maiale        | 3.84              | 4.83         |
| Megaminx      | Gustavo Silva Sousa          | 1:02.80 (NR)      | 1:10.61      |
| Square-1      | Bruno Fonsêca Coelho Lima    | 16.05             | 22.22        |
| Rubik's Clock | Pedro Santos Guimarães       | 10.32             | 10.85        |
| Skewb         | João Pedro Batista Ribeiro   | 7.50 (NR)         | 9.97 (NR)    |

### Brasileiro Etapa de Inverno 2014
Na segunda etapa do campeonato, tivemos os seguintes resultados:
| Modalidades   | Nome                          | Melhor Tempo  | Melhor Média |
| ------------- | ----------------------------- | ------------- | ------------ |
| 2x2x2         | Fabiano Pinheiro de Oliveira  | 2.77          | 3.83         |
| 3x3x3         | Gabriel Dechichi Barbar       | 8.86          | 9.97         |
| 3x3x3 OH      | Gabriel Dechichi Barbar       | 14.16         | 17.57        |
| 3x3x3 BLD     | Walter Pereira Rodrigues      | 55.18         |              |
| 3x3x3 FM      | João Pedro Batista Ribeiro    | 25 (SAR)      |              |
| 3x3x3 M-BLD   | Diego Bojunga Meneghetti      | 4/4 29:41     |              |
| 3x3x3 WF      | Rafael Werneck Cinoto         | 32.42         | 36.69        |
| 4x4x4         | Pedro Henrique da Silva Roque | 32.16         | 33.86 (SAR)  |
| 5x5x5         | Pedro Henrique da Silva Roque | 56.99 (SAR)   | 1:11.04      |
| 6x6x6         | Pedro Henrique da Silva Roque | 2:23.36 (SAR) | 2:32.70      |
| 7x7x7         | Gustavo Maysonnave Franck     | 3:29.74       | 3:49.08      |
| Pyraminx      | Samuel Antônio Araújo         | 3.74          | 5.06         |
| Megaminx      | Fabiano Pinheiro de Oliveira  | 1:07.40       | 1:10.41      |
| Square-1      | Leandro Vasconcellos Alleoni  | 21.48         | 30.84        |
| Rubik's Clock | Alrimar Dias Rocha Sobrinho   | 9.51          | 10.27        |
| Skewb         | João Pedro Batista Ribeiro    | 5.31          | 8.08         |

## Campeonato Mundial de Cubo Mágico 2015
O Campeonato Mundial de Cubo Mágico é o maior torneio de cubo mágico do mundo, que ocorre de 2 em 2 anos. Em 2014, foi anunciado que o Brasil realizaria o Campeonato Mundial de Cubo Mágico 2015. Com um campeonato de grande porte, foi necessário uma grande preparação da Associação Brasileira de Cubo Mágico (ABCM), para tal foi realizado o Campeonato Pré-Mundial nos dias 23, 24 e 25 de janeiro de 2015 em São Paulo. O Campeonato Mundial foi realizado nos dias 17 a 19 de Julho de 2015, sendo o 8º Campeonato Mundial e o primeiro na América do Sul.

### Campeonato Pré-Mundial de Cubo Mágico 2015
No Campeonato Pré-Mundial, que acabou por substituir o Brasileiro deste mesmo ano, teve os seguintes resultados:
| Modalidades   | Nome                          | Melhor Tempo       | Melhor Média  |
| ------------- | ----------------------------- | ------------------ | ------------- |
| 2x2x2         | Pedro Henrique da Silva Roque | 3.05               | 3.63          |
| 3x3x3         | Gabriel Dechichi Barbar       | 8.30               | 8.81          |
| 3x3x3 OH      | Gabriel Dechichi Barbar       | 13.92              | 16.60         |
| 3x3x3 BLD     | Gabriel Dechichi Barbar       | 48.97              | 54.25 (NR)    |
| 3x3x3 FM      | Diego Bojunga Meneghetti      | 32                 |               |
| 3x3x3 M-BLD   | Walter Pereira Rodrigues      | 15/18 1:00:00 (NR) |               |
| 3x3x3 WF      | Gabriel Pereira Campanha      | 26.56              | 33.50         |
| 4x4x4         | Pedro Henrique da Silva Roque | 32.09              | 34.36         |
| 4x4x4 BLD     | Walter Pereira Rodrigues      | 7:33.94            |               |
| 5x5x5         | Pedro Henrique da Silva Roque | 1:06.51            | 1:13.96       |
| 6x6x6         | Pedro Henrique da Silva Roque | 2:15.79 (SAR)      | 2:29.28 (SAR) |
| 7x7x7         | Gustavo Maysonnave Franck     | 3:32.29            | 3:43.36       |
| Pyraminx      | Samuel Antônio Araújo         | 3.45               | 4.62          |
| Megaminx      | Fabiano Pinheiro de Oliveira  | 1:03.27            | 1:08.08       |
| Square-1      | Leandro Vasconcellos Alleoni  | 20.35              | 30.47         |
| Rubik's Clock | Alrimar Dias Rocha Sobrinho   | 7.86               | 10.54         |
| Skewb         | João Pedro Batista Ribeiro    | 3.94 (NR)          | 6.58          |

### Campeonato Mundial de Cubo Mágico 2015
No Campeonato Mundial de Cubo Mágico 2015, tivemos os seguintes resultados:
| Modalidades   | Nome                       | Melhor Tempo     | Melhor Média | Cidadão de |
| ------------- | -------------------------- | ---------------- | ------------ | ---------- |
| 2x2x2         | Feliks Zemdegs             | 1.95             | 2.33         | Austrália  |
| 3x3x3         | Feliks Zemdegs             | 5.69             | 7.56         | Austrália  |
| 3x3x3 OH      | Feliks Zemdegs             | 10.07            | 11.85        | Austrália  |
| 3x3x3 BLD     | Kabyanil Talukdar          | 24.86 (NR)       |              | Índia      |
| 3x3x3 FM      | João Pedro Batista Ribeiro | 25               | 25.67 (SAR)  | Brasil     |
| 3x3x3 M-BLD   | Gabriel Dechichi Barbar    | 18/19 51:54 (NR) |              | Brasil     |
| 3x3x3 WF      | Gabriel Pereira Campanha   | 29.99            | 32.51        | Brasil     |
| 4x4x4         | Feliks Zemdegs             | 28.09            | 30.54        | Austrália  |
| 4x4x4 BLD     | Linus Fresz                | 3:12.04          |              | Alemanha   |
| 5x5x5         | Feliks Zemdegs             | 48.57            | 52.62        | Austrália  |
| 5x5x5 BLD     | Noah Arthurs               | 11:37.00         |              | EUA        |
| 6x6x6         | Kevin Hays                 | 1:43.04          | 1:45.98 (WR) | EUA        |
| 7x7x7         | Kevin Hays                 | 2:41.89          | 2:45.36      | EUA        |
| Pyraminx      | Jules Desjardin            | 2.57             | 3.77         | França     |
| Megaminx      | Oscar Roth Andersen        | 48.00            | 50.19        | Dinamarca  |
| Square-1      | Emanuel Rheinert           | 10.98            | 14.36        | Alemanha   |
| Rubik's Clock | Niko Ronkainen             | 6.91             | 7.69         | Finlândia  |
| Skewb         | Daniel Wallin              | 3.39             | 3.72 (NR)    | Suécia     |

## Campeonato Brasileiro de Cubo Mágico 2016
O campeonato brasileiro de Cubo Mágico de 2016, ocorreu no tradicional SESC Santos, nos dias 22, 23 e 24 de julho de 2016 na unidade do SESC da cidade de Santos (São Paulo). A competição foi organizada pela Associação Brasileira de Cubo Mágico e é reconhecida internacionalmente pela Associação Mundial de Cubo Mágico (World Cube Association), com oss resultados fazendo parte dos rankings oficiais.

### Resultados
Nesse campeonato,os campeões brasileiros em cada categoria foram:
| Modalidades   | Nome                          | Melhor Tempo   | Melhor Média |
| ------------- | ----------------------------- | -------------- | ------------ |
| 2x2x2         | Gustavo Penaforte Brito       | 2.41           | 3.06         |
| 3x3x3         | Pedro Henrique da Silva Roque | 7.35           | 9.64         |
| 3x3x3 OH      | Christian de Sena Fortunato   | 16.49          | 17.23        |
| 3x3x3 BLD     | Diego Bojunga Meneghetti      | 45.46          |              |
| 3x3x3 FM      | João Pedro Batista Ribeiro    | 25             |              |
| 3x3x3 M-BLD   | Diego Bojunga Meneghetti      | 13/15 54:32    |              |
| 3x3x3 WF      | Gabriel Pereira Campanha      | 31.53          | 34.08        |
| 4x4x4         | Pedro Henrique da Silva Roque | 30.27          | 34.96        |
| 4x4x4 BLD     | Walter Pereira Rodrigues      | 9:09.37        |              |
| 5x5x5         | Pedro Henrique da Silva Roque | 1:00.36        | 1:10.94      |
| 5x5x5 BLD     | Israel Fraga da Silva         | 13:26.00 (SAR) |              |
| 6x6x6         | Marjorie Marbly               | 2:27.33        | 2:31.62      |
| 7x7x7         | Marjorie Marbly               | 3:25.78        | 3:45.42      |
| Pyraminx      | Samuel Antônio Araújo         | 3.63           | 4.17         |
| Megaminx      | Gabriel Sargeiro Gomes        | 51.99 (NR)     | 57.83 (NR)   |
| Square-1      | Bruno Fonsêca Coelho Lima     | 15.29          | 17.53        |
| Rubik's Clock | Heron Sato                    | 8.35           | 8.91         |
| Skewb         | Aharon Campoli Tono           | 3.70           | 5.59         |

## Campeonato Brasileiro de Cubo Mágico 2017
O Campeonato Brasileiro de Cubo Mágico de 2017, ocorreu em Brasília-DF, nos dias 16, 17 e 18 de julho de 2017 na Igreja Jesus Vive. A competição foi organizada pela Associação Brasileira de Cubo Mágico e é reconhecida internacionalmente pela Associação Mundial de Cubo Mágico (World Cube Association), com os resultados fazendo parte dos rankings oficiais.

### Resultados
Neste campeonato, os campeões brasileiros em cada categoria foram:
| Modalidades   | Nome                             | Melhor Tempo | Melhor Média |
| ------------- | -------------------------------- | ------------ | ------------ |
| 2x2x2         | Israel Machado Soares            | 2.11         | 3.14         |
| 3x3x3         | Matheus Barbosa Miranda          | 7.47         | 8.70         |
| 3x3x3 OH      | Iuri Grangeiro Carvalho          | 11.76        | 13.83        |
| 3x3x3 BLD     | Diego Bojunga Meneghetti         | 30.64        | 35.25        |
| 3x3x3 FM      | João Pedro Batista Ribeiro Costa | 24           | 26.33        |
| 3x3x3 M-BLD   | Alexandre Henrique Afonso Campos | 6/6 33:40    |              |
| 3x3x3 WF      | Gabriel Bergue Campos Borges     | 57.20        | 1:01.74      |
| 4x4x4         | Pedro Henrique da Silva Roque    | 28.64        | 33.40        |
| 4x4x4 BLD     | Diego Bojunga Meneghetti         | 11:59.00     |              |
| 5x5x5         | Marjorie Marbly Miranda Nunes    | 1:07.95      | 1:11.70      |
| 5x5x5 BLD     | Alexandre Henrique Afonso Campos | 41:00.00     |              |
| 6x6x6         | Marjorie Marbly Miranda Nunes    | 1:57.27(NR)  | 2:14.74      |
| 7x7x7         | Marjorie Marbly Miranda Nunes    | 2:59.31      | 2:59.93(NR)  |
| Pyraminx      | Samuel Antônio Araújo de Jesus   | 3.63         | 4.64         |
| Megaminx      | Gabriel Sargeiro Gomes de Mello  | 42.89(NR)    | 53.00        |
| Square-1      | Vicenzo Guerino Cecchini         | 10.08        | 12.48        |
| Rubik's Clock | Pedro Santos Guimarães           | 9.34         | 11.65        |
| Skewb         | Vicenzo Guerino Cecchini         | 3.25         | 4.44         |

## Campeonato Brasileiro de Cubo Mágico 2018
O Campeonato Brasileiro de Cubo Mágico de 2018, ocorreu em Uberlândia-MG, nos dias 20, 21 e 22 de julho de 2018 no Uberlândia Shopping. A competição foi organizada pela Equipe de Organização Brasileiro 2018 e reconhecida internacionalmente pela Associação Mundial de Cubo Mágico (World Cube Association), com os resultados fazendo parte dos rankings oficiais.

### Resultados
Neste campeonato, os campeões brasileiros em cada categoria foram:
| Modalidades | Nome                             | Melhor Tempo | Melhor Média |
| ----------- | -------------------------------- | ------------ | ------------ |
| 2x2x2       | Iuri Grangeiro Carvalho          | 2.07         | 2.33         |
| 3x3x3       | Iuri Grangeiro Carvalho          | 7.89         | 8.87         |
| 3x3x3 OH    | Iuri Grangeiro Carvalho          | 9.57         | 11.84        |
| 3x3x3 BLD   | Diego Meneghetti                 | 28.63        | DNF          |
| 3x3x3 FM    | Alexandre Henrique Afonso Campos | 23           | 26.67        |
| 3x3x3 M-BLD | Diego Meneghetti                 | 17/18 56:03  |              |
| 3x3x3 WF    | Gabriel Bergue Campos Borges     | 37.18        | 41.85        |
| 4x4x4       | Pedro Roque                      | 27.90        | 29.79        |
| 4x4x4 BLD   | Pedro Santos Guimarães           | 8:53.24      |              |
| 5x5x5       | Pedro Roque                      | 1:01.52      | 1:05.04      |
| 5x5x5 BLD   | -                                | -            | -            |
| 6x6x6       | Marjorie Marbly Miranda Nunes    | 1:46.71      | 1:50.68 (NR) |
| 7x7x7       | Marjorie Marbly Miranda Nunes    | 2:35.08      | 2:42.43      |
| Pyraminx    | João Guilherme Barejan Maiale    | 3.64         | 4.16         |
| Megaminx    | Gabriel Sargeiro Gomes de Mello  | 46.68        | 49.60 (NR)   |
| Square-1    | Anuar Miguel Abib Onofre         | 7.03         | 9.68         |
| Clock       | Pedro Santos Guimarães           | 7.81         | 9.69         |
| Skewb       | Caio Hideaki Sato                | 2.71         | 3.49 (NR)    |

## Campeonato Brasileiro de Cubo Mágico 2019
O Campeonato Brasileiro de Cubo Mágico de 2019, ocorreu em Criciúma-SC, nos dias 29 de novembro a 1º de dezembro de 2019. A competição foi reconhecida pela Associação Mundial de Cubo Mágico (World Cube Association) e os resultados tornaram-se parte dos rankings oficiais. 

### Resultados
Os campeões brasileiros em cada categoria foram:
| Modalidades | Nome                             | Melhor Tempo     | Melhor Média |
| ----------- | -------------------------------- | ---------------- | ------------ |
| 2x2x2       | Vicenzo Guerino Cecchini         | 1.99             | 2.42         |
| 3x3x3       | Vicenzo Guerino Cecchini         | 7.84             | 8.45         |
| 3x3x3 OH    | Iuri Grangeiro Carvalho          | 10.02            | 11.36        |
| 3x3x3 BLD   | Israel Fraga da Silva            | 23.04            | 27.67 (NR)   |
| 3x3x3 FM    | Alexandre Henrique Afonso Campos | 29               | 31.00        |
| 3x3x3 M-BLD | Israel Fraga da Silva            | 26/30 59:11 (NR) |              |
| 3x3x3 WF    | Gabriel Bergue Campos Borges     | 28.80            | 35.48        |
| 4x4x4       | Christian de Sena Fortunato      | 27.60            | 32.08        |
| 4x4x4 BLD   | Israel Fraga da Silva            | 4:18.57          |              |
| 5x5x5       | Vicenzo Guerino Cecchini         | 1:03.56          | 1:07.87      |
| 5x5x5 BLD   | -                                | -                | -            |
| 6x6x6       | Vicenzo Guerino Cecchini         | 2:24.31          | 2:31.02      |
| 7x7x7       | Aharon Campoli Tono              | 2:58.33          | 3:00.61      |
| Pyraminx    | Vicenzo Guerino Cecchini         | 3.10             | 3.65         |
| Megaminx    | Vitor Wagner Abreu               | 40.90 (NR)       | 45.45 (NR)   |
| Square-1    | Vicenzo Guerino Cecchini         | 5.98             | 7.67         |
| Clock       | Vicenzo Guerino Cecchini         | 10.12            | 10.74        |
| Skewb       | Key Yu Wan                       | 2.84             | 4.28         |

## Campeonato Brasileiro de Cubo Mágico 2022
O Campeonato Brasileiro de Cubo Mágico de 2022, ocorreu em Brasília-DF, nos dias 22 de julho a 24 de julho de 2022. A competição foi reconhecida pela Associação Mundial de Cubo Mágico (World Cube Association) e os resultados tornaram-se parte dos rankings oficiais. 

### Resultados
Os campeões brasileiros em cada categoria foram:
| Modalidades | Nome                        | Melhor Tempo | Melhor Média |
| ----------- | --------------------------- | ------------ | ------------ |
| 2x2x2       | Caique Crispim de Lima      | 1.47         | 1.88         |
| 3x3x3       | Vicenzo Guerino Cecchini    | 6.27         | 6.84         |
| 3x3x3 OH    | Caio Hideaki Sato           | 10.01        | 11.21        |
| 3x3x3 BLD   | Thiago Han                  | 33.32        | DNF          |
| 3x3x3 FM    | Gabriel Lincon Souza        | 33           | 34.67        |
| 3x3x3 M-BLD | Israel Fraga da Silva       | 22/26 48:08  |              |
| 4x4x4       | Vicenzo Guerino Cecchini    | 26.59        | 27.57        |
| 4x4x4 BLD   | Thiago Han                  | 3:46:73      | DNF          |
| 5x5x5       | Francisco Moraes Mandalozzo | 44.45        | 51.74        |
| 5x5x5 BLD   | Marcos Ferreira Semolini    | 8:02:89      | DNF          |
| 6x6x6       | Francisco Moraes Mandalozzo | 1:34.27 (NR) | 1:42.27 (NR) |
| 7x7x7       | Francisco Moraes Mandalozzo | 2:33.12      | 2:36.84 (NR) |
| Pyraminx    | Vicenzo Guerino Cecchini    | 2.44         | 3.39         |
| Megaminx    | Vitor Wagner Abreu          | 35.43 (NR)   | 39.16 (NR)   |
| Square-1    | Vicenzo Guerino Cecchini    | 5.78         | 6.82         |
| Clock       | Francisco Moraes Mandalozzo | 5.62         | 7.25         |
| Skewb       | Vicenzo Guerino Cecchini    | 3.25         | 3.80         |

## Campeonato Brasileiro de Cubo Mágico 2023
O Campeonato Brasileiro de Cubo Mágico de 2023, ocorreu em Salvador-BA, nos dias 13 de outubro a 15 de outubro de 2023. A competição foi reconhecida pela Associação Mundial de Cubo Mágico (World Cube Association) e os resultados tornaram-se parte dos rankings oficiais. 

### Resultados
Os campeões brasileiros em cada categoria foram:
| Modalidades | Nome                           | Melhor Tempo | Melhor Média |
| ----------- | ------------------------------ | ------------ | ------------ |
| 2x2x2       | Francisco Moraes Mandalozzo    | 1.31         | 1.80         |
| 3x3x3       | Vicenzo Guerino Cecchini       | 5.57         | 6.40         |
| 3x3x3 OH    | Caio Hideaki Sato              | 8.13         | 10.08        |
| 3x3x3 BLD   | Diego Meneghetti               | 26.65        | 28.61        |
| 3x3x3 FM    | Anuar Miguel Abib Onofre       | 25           | 25.67        |
| 3x3x3 M-BLD | Marcos Ferreira Semolini       | 27/31 56:23  |              |
| 4x4x4       | Vicenzo Guerino Cecchini       | 25.95        | 28.82        |
| 4x4x4 BLD   | Marcos Ferreira Semolini       | 3:15.33      | DNF          |
| 5x5x5       | Francisco Moraes Mandalozzo    | 47.63        | 52.21        |
| 5x5x5 BLD   | Marcos Ferreira Semolini       | 6:42.75      | DNF          |
| 6x6x6       | Francisco Moraes Mandalozzo    | 1:34.77 (NR) | 1:38.73      |
| 7x7x7       | Aharon Campoli Tono            | 2:21.29 (NR) | 2:32.71      |
| Pyraminx    | Ana Beatriz Marinho Tannenbaum | 2.37         | 2.76         |
| Megaminx    | Francisco Moraes Mandalozzo    | 32.86        | 37.72        |
| Square-1    | Vicenzo Guerino Cecchini       | 4.64         | 6.13         |
| Clock       | Pedro Lima Fernandes           | 4.81         | 5.35 (NR)    |
| Skewb       | Caio Hideaki Sato              | 3.23         | 3.45         |

## Campeonato Brasileiro de Cubo Mágico 2024
O Campeonato Brasileiro de Cubo Mágico de 2024, ocorreu no Rio de Janeiro-RJ, nos dias 15 de novembro a 17 de novembro de 2024. A competição foi reconhecida pela Associação Mundial de Cubo Mágico (World Cube Association) e os resultados tornaram-se parte dos rankings oficiais. 

### Resultados
Os campeões brasileiros em cada categoria foram:
| Modalidades | Nome                                 | Melhor Tempo | Melhor Média |
| ----------- | ------------------------------------ | ------------ | ------------ |
| 2x2x2       | Vicenzo Guerino Cecchini             | 1.63         | 1.97         |
| 3x3x3       | Caio Hideaki Sato                    | 4.81         | 6.39         |
| 3x3x3 OH    | Caio Hideaki Sato                    | 7.58         | 9.56         |
| 3x3x3 BLD   | Israel Fraga da Silva                | 22.38        | 23.42 (NR)   |
| 3x3x3 FM    | Anuar Miguel Abib Onofre             | 24           | 25.33        |
| 3x3x3 M-BLD | Marcos Ferreira Semolini             | 35/40 58:18  |              |
| 4x4x4       | Caio Hideaki Sato                    | 22.76        | 27.52        |
| 4x4x4 BLD   | Marcos Ferreira Semolini             | 1:52.80      | DNF          |
| 5x5x5       | Francisco Moraes Mandalozzo          | 46.20        | 49.27        |
| 5x5x5 BLD   | Marcos Ferreira Semolini             | 5:45.96      | DNF          |
| 6x6x6       | Francisco Moraes Mandalozzo          | 1:28.48      | 1:31.80      |
| 7x7x7       | Francisco Moraes Mandalozzo          | 2:07.63 (NR) | 2:19.24      |
| Pyraminx    | Mario Armando Takahashi Martins Dias | 1.68         | 2.15 (NR)    |
| Megaminx    | Francisco Moraes Mandalozzo          | 34.32        | 35.37        |
| Square-1    | Vicenzo Guerino Cecchini             | 4.59         | 5.77         |
| Clock       | Kaique de Oliveira Neves             | 4.48         | 5.55         |
| Skewb       | Jonathan Pires Medeiros              | 2.09         | 3.60         |

## Campeonatos pelo Brasil[22]

### 2007
- Brazil Open 2007. O primeiro campeonato no Brasil foi realizado no dia 08 de dezembro, em Sumaré (SP).[23]

### 2008
- Minas Open 2008, realizado nos dias 19 e 20 de julho, em Uberlândia (MG)

### 2009
- São Paulo Open 2009, realizado nos dias 17 e 18 de janeiro, São Paulo (SP)
- Brasília Open 2009, realizado nos dias 18 e 19 de julho, Brasília (DF)
- UNESP Open 2009, realizado nos dias 31 de outubro, 01 e 02 de novembro, São José do Rio Preto (SP)
- Univercidade Open 2009, realizado no dia 07 de novembro, Rio de Janeiro (RJ)

### 2010
- ABC Open 2010, realizado nos dias 20 e 21 de março, São Bernardo do Campo (SP)
- Colégio Cidade Open 2010, realizado nos dias 17 e 18 de abril, Rio de Janeiro (RJ)
- SESC Santos 2010, realizado nos dias 23, 24 e 25 de julho, Santos (SP)
- Uberlândia Open 2010, realizado nos dias 25 e 26 de setembro, Uberlândia (MG)

### 2011
- SESC Santos 2011, realizado nos dias 15, 16 e 17 de julho, Santos (SP)
- Uberlândia Open 2011, realizado nos dias 27 e 28 de agosto, Uberlândia (MG)
- Goiânia Open 2011, realizado nos dias 08 e 09 de outubro, Goiânia (GO)
- Novo Hamburgo Open 2011, realizado nos dias 19 e 20 de novembro, Novo Hamburgo (RS)

### 2012
- Lagarto Open 2012, realizado nos dias 04 e 05 de fevereiro, Lagarto (SE)
- Roraima 2012, realizado no dia 11 de fevereiro, Boa Vista (RR)
- Oficina Open 2012, realizado nos dias 14 e 15 de abril, Campinas (SP)
- Agulhas Negras Open 2012, realizado nos dias 05 e 06 de maio, Resende (RJ)
- Uberlândia Open 2012, realizado nos dias 16 e 17 de junho, Uberlândia (MG)
- Torneio DRACO 2012, realizado nos dias 23 e 24 de junho, Goiânia (GO)
- SESC Santos 2012, realizado nos dias 20, 21 e 22 de julho, Santos (SP)
- UFCG Open 2012, realizado nos dias 04 e 05 de agosto, Campina Grande (PB)
- Goiânia Open 2012, realizado nos dias 07, 08 e 09 de setembro, Goiânia (GO)
- Aracaju Open 2012, realizado nos dias 22 e 23 de setembro, Aracaju (SE)
- Novo Hamburgo II 2012, realizado nos dias 27 e 28 de outubro, Novo Hamburgo (RS)
- Americana Open 2012, realizado nos dias 01 e 02 de dezembro, Americana (SP)

### 2013
- SESC Pompeia 2013, realizado nos dias 19 e 20 de janeiro, São Paulo (SP)
- São Paulo Open 2013, realizado nos dias 26, 26 e 27 de janeiro, São Paulo (SP)
- Mossoró Open 2013, realizado nos dias 23 e 24 de março, Mossoró (RN)
- Oficina Open 2013, realizado nos dias 13 e 14 de abril, Campinas (SP)
- São Carlos 2013, realizado no dia 27 de abril, São Carlos (SP)
- DRACO 2013, realizado nos dias 25 e 26 de maio, Goiânia (GO)
- Piracicaba 2013, realizado nos dias 01 e 02 de junho, Piracicaba (SP)
- Interlagos 2013, realizado nos dias 15 e 16 de junho, São Paulo (SP)
- Brasileiro 2013, realizado nos dias 19, 20 e 21 de julho, Santos (SP)
- Araraquara 2013, realizado nos dias 17 e 18 de agosto, Araraquara (SP)
- Fortaleza 2013, realizado nos dias 21 e 22 de setembro, Fortaleza (CE)
- Novo Hamburgo 2013, realizado nos dias 05 e 06 de outubro, Novo Hamburgo (RS)
- Goiânia Open 2013, realizado nos dias 12 e 13 de outubro, Goiânia (GO)
- Valeparaibano 2013, realizado nos dias 30 de novembro e 01 de dezembro, São José dos Campos (SP)

### 2014
- São Luís Open 2014, realizado nos dias 25 e 26 de janeiro, São Luís (MA)
- Brasileiro Verão 2014, realizado nos dias 31 de janeiro, 01 e 02 de fevereiro, São Paulo (SP)
- Faria Brito 2014, realizado nos dias 15 e 16 de março de, Rio de Janeiro (RJ)
- Santo Amaro 2014, realizado nos dias 05 e 06 de abril, São Paulo (SP)
- Manaus Open 2014, realizado nos dias 03 e 04 de maio, Manaus (AM)
- Oficina Open 2014, realizado nos dias 03 e 04 de maio, Campinas (SP)
- Brasilia Open 2014, realizado nos dias 17 e 18 de maio, Brasília (DF)
- Educativa 2014, realizado nos dias 24 e 25 de maio, São Carlos (SP)
- São Paulo Open 2014, realizado nos dias 20, 21 e 22 de junho, São Paulo (SP)
- Brasileiro Inverno 2014, realizado nos dias 25, 26 e 27 de julho, Santos (SP)
- Nova Odessa Open 2014, realizado nos dias 16 e 17 de agosto, Nova Odessa (SP)
- Fortaleza 2014, realizado nos dias 23 e 24 de agosto, Fortaleza (CE)
- Mogi Open 2014, realizado nos dias 30 e 31 de agosto, Mogi das Cruzes (SP)
- Uberlândia Open 2014, realizado nos dias 18 e 19 de outubro, Uberlândia (MG)
- Joana D'Arc 2014, realizado no dia 09 de novembro, São Paulo (SP)
- II Aracaju Open 2014, realizado nos dias 15 e 16 de novembro, Aracaju (SE)
- Porto Alegre Open 2014, realizado nos dias 22 e 23 de novembro, Porto Alegre (RS)
- Maranhão 2014, realizado nos dias 06 e 07 de dezembro, São Luís (MA)

### 2015
- Santo Amaro 2015, realizado nos dias 17 e 18 de janeiro, São Paulo (SP)
- Pré-Mundial 2015, realizado nos dias 23 a 25 de janeiro, São Paulo (SP)
- Faria Brito 2015, realizado nos dias 28 de fevereiro e 01 de março, Rio de Janeiro (RJ)
- Ceará Open 2015, realizado nos dias 28 e 29 de março, Fortaleza (CE)
- FECAP Open 2015, realizado no dia 11 de abril, São Paulo (SP)
- Curitiba Open 2015, realizado nos dias 25 e 26 de abril, Curitiba (PR)
- Oficina Open 2015, realizado nos dias 16 e 17 de maio, Campinas (SP)
- Brasilia Open 2015, realizado nos dias 22 a 24 de maio, Brasília (DF)
- Santarém Open 2015, realizado no dia 20 de junho, Santarém (PA)
- Jun 27, 2015   Esquenta 2015, realizado no dia 27 de junho, Goiânia (GO)
- Colégio IPÊ 2015, realizado nos dias 04 e 05 de julho, São Paulo (SP)
- World Championship 2015, realizado nos dias 17 a 19 de julho, São Paulo (SP)
- SESC Santos 2015, realizado nos dias 24 a 26 de julho, Santos (SP)
- I ETEC 2015, realizado no dia 16 de agosto, Jacareí (SP)
- Barueri 2015, realizado nos dias 12 e 13 de setembro, Barueri (SP)
- Marista 2015, realizado nos dias 18 e 19 de setembro, Vila Velha (ES)
- CBPS Open 2015, realizado nos dias 03 e 04 de outubro, Manaus (AM)
- Brasilia Spring 2015, realizado nos dias 24 e 25 de outubro, Brasília (DF)
- CBS Open 2015, realizado nos dias 31 de outubro e 01 de novembro, Santarém (PA)
- Uberlandia Open 2015, realizado nos dias 31 de outubro e 01 de novembro, Uberlândia (MG)
- Domus Sapiens 2015, realizado nos dias 07 e 08 de novembro, Jundiaí (SP)
- Maranhão Open 2015, realizado nos dias  07 e 08 de novembro, São Luís (MA)
- Porto Alegre 2015, realizado nos dias 14 e 15 de novembro, Porto Alegre (RS)
- Fortaleza 2015, realizado nos dias 21 e 22 de novembro, Fortaleza (CE)
- Big Pine Open 2015, realizado nos dias 05 e 06 de dezembro, São Paulo (SP)
- Patos de Minas 2015, realizado nos dias 05 e 06 de dezembro, Patos de Minas (MG)
- Capivara Open 2015, realizado nos dias 12 e 13 de dezembro, Curitiba (PR)

### 2016
- Oxente Open 2016, realizado nos dias 23 e 24 de janeiro, Feira de Santana (BA)
- Mestre Álvaro 2016, realizado nos dias 19 e 20 de março, Serra (ES)
- CBS Open 2016, realizado no dia 02 de abril, Santarém (PA)
- Fecap Open 2016, realizado no dia 16 de abril. São Paulo (SP)
- Maringá Open 2016, realizado nos dias 23 e 24 de abril, Maringá (PR)
- Domus Sapiens 2016, realizado nos dias 21 e 22 de maio, Jundiaí (SP)
- Faria Brito Open 2016, realizado nos dias 21 e 22 de maio, Rio de Janeiro (RJ)
- Brasília Open 2016, realizado nos dias 28 e 29 de maio, Brasília (DF)
- Pantanal 2016, realizado no dia 22 de junho, Cuiabá (MT)
- Oficina Open 2016, realizado nos dias 18 e 19 de junho, Campinas (SP)
- Santarém Open 2016, realizado nos dias 18 e 19 de junho, Santarém (PA)
- Sesc Gravataí 2016, realizado nos dias 25 e 26 de junho, Gravataí (RS)
- Brasileiro 2016, realizado nos dias 22, 23 e 24 de julho, Santos (RS)
- II ETEC 2016, realizado no dia 13 de agosto, Jacareí (SP)
- Silent Saloon Open 2016, realizado nos dias 20 e 21 de agosto, São Paulo (SP)
- Dunas Open 2016, realizado nos dias 27 e 28 de agosto, Natal (RN)
- Pão de Queijo Open 2016, realizado nos dias 27 e 28 de agosto, Uberlândia (MG)
- Manaus Plaza 2016, realizado nos dias 3 e 4 de setembro, Manaus (AM)
- Sesc Camaquã 2016, realizado nos dias 3 e 4 de setembro, Camaquã (RS)
- Criciúma Open 2016, realizado no dia 24 de setembro, Criciúma (SC)
- Cuiabá Open 2016, realizado nos dias 24 e 25 de setembro, Cuiabá (MT)
- Rubik's Cube Sorocaba 2016, realizado no dia 24 de setembro, Sorocaba (SP)
- I CUBIFMA - Bacabal 2016, realizado nos dias 7 e 8 de outubro, Bacabal (MA)
- FMC Brasil 2016, realizado no dia 9 de outubro, Bacabal (MA); Brasília (DF); Goiânia (GO); Londrina (PR); e São Paulo (SP)

### 2017
| Data                    | Nome                         | Localização                              | Local                                                                           |
| 16 – 17 de dez. de 2017 | C. U. B. O. 2017             | Brasil, Belo Horizonte, Minas Gerais     | CEFET/MG Campus 1                                                               |
| 9 – 10 de dez. de 2017  | Capivara 2017                | Brasil, Curitiba, Paraná                 | UFPR Campus Jardim Botânico                                                     |
| 9 – 10 de dez. de 2017  | FECA Open 2017               | Brasil, Americana, São Paulo             | Heaven Lounge                                                                   |
| 2 – 3 de dez. de 2017   | Brasília Spring 2017         | Brasil, Brasília, Distrito Federal       | Igreja Jesus Vive                                                               |
| 1 – 2 de dez. de 2017   | Natal Open 2017              | Brasil, Natal, Rio Grande do Norte       | UFRN                                                                            |
| 18 – 19 de nov. de 2017 | Cariri Open 2017             | Brasil, Juazeiro do Norte, Ceará         | Colégio Paraíso                                                                 |
| 18 – 19 de nov. de 2017 | Pão de Queijo Open 2017      | Brasil, Uberlândia, Minas Gerais         | Escola de Educação Básica - UFU                                                 |
| 18 de nov. de 2017      | Estância Open 2017           | Brasil, Poá, São Paulo                   | Praça dos Eventos de Poá                                                        |
| 4 – 5 de nov. de 2017   | Poa Open 2017                | Brasil, Porto Alegre, Rio Grande do Sul  | Sogipa                                                                          |
| 04 de nov. de 2017      | Uberlândia Open 2017         | Brasil, Uberlândia, Minas Gerais         | Jump Mania Uberlândia                                                           |
| 28 – 29 de out. de 2017 | Villa Open 2017              | Brasil, Salvador, Bahia                  | Colégio VILLA                                                                   |
| 27 – 29 de out. de 2017 | II CUBIFMA 2017              | Brasil, Bacabal, Maranhão                | Instituto Federal de Educação, Ciência e Tecnologia do Maranhão, Campus Bacabal |
| 21 – 22 de out. de 2017 | Manaus Plaza Open II 2017    | Brasil, Manaus, Amazonas                 | Manaus Plaza Shopping                                                           |
| 21 – 22 de out. de 2017 | Sumaré Open 2017             | Brasil, Sumaré, São Paulo                | Rotary Club Sumaré                                                              |
| 20 – 21 de out. de 2017 | Criciúma Open 2017           | Brasil, Criciúma, Santa Catarina         | Nações Shopping                                                                 |
| 7 – 8 de out. de 2017   | Silent Swap Open 2017        | Brasil, São Paulo, São Paulo             | Salão de festas                                                                 |
| 30 de set. de 2017      | III ETEC Jacareí 2017        | Brasil, Jacareí, São Paulo               | ETEC Cônego José Bento                                                          |
| 29 – 30 de set. de 2017 | Feevale NH Open 2017         | Brasil, Novo Hamburgo, Rio Grande do Sul | Universidade FEEVALE                                                            |
| 16 – 17 de set. de 2017 | CIMF 2017                    | Brasil, Belo Horizonte, Minas Gerais     | Inova Minas Fapemig 2017                                                        |
| 8 – 9 de set. de 2017   | UNESP Open 2017              | Brasil, São José do Rio Preto, São Paulo | UNESP / IBILCE - Campus de São José do Rio Preto-SP                             |
| 27 de ago. de 2017      | FMC Brasil 2017              | Brasil, Múltiplas cidades                | Múltiplos lugares                                                               |
| 19 – 20 de ago. de 2017 | Bicho Legal Open 2017        | Brasil, Jundiaí, São Paulo               | CECE (Complexo Educacional, Cultural e Esportivo) Dr. Nicolino de Lucca         |
| 19 – 20 de ago. de 2017 | SESC Camaquã 2017            | Brasil, Camaquã, Rio Grande do Sul       | Sesc Camaquã                                                                    |
| 28 – 30 de jul. de 2017 | SESC Santos 2017             | Brasil, Santos, São Paulo                | SESC/Santos                                                                     |
| 22 – 23 de jul. de 2017 | Forgotten Culture Open 2017  | Brasil, São Paulo, São Paulo             | Centro Cultural de São Paulo                                                    |
| 15 de jul. de 2017      | BOB 2017                     | Brasil, Brasília, Distrito Federal       | Ed. Champs Elyseés                                                              |
| 8 – 9 de jul. de 2017   | SESC Gravataí 2017           | Brasil, Gravataí, Rio Grande do Sul      | Sesc Gravataí                                                                   |
| 21 de jun. de 2017      | BBQ & Cube 2017              | Brasil, Salvador, Bahia                  | Nº77                                                                            |
| 16 – 18 de jun. de 2017 | Brasileiro 2017              | Brasil, Brasília, Distrito Federal       | Igreja Jesus Vive                                                               |
| 27 de mai. de 2017      | Fecap Open 2017              | Brasil, São Paulo, São Paulo             | FECAP                                                                           |
| 26 – 27 de mai. de 2017 | Paraíso Open 2017            | Brasil, Santarém, Pará                   | Paraíso Shopping Center                                                         |
| 20 – 21 de mai. de 2017 | Oficina Open 2017            | Brasil, Campinas, São Paulo              | Oficina do Estudante                                                            |
| 5 – 6 de mai. de 2017   | Dunas Open 2017              | Brasil, Natal, Rio Grande do Norte       | UFRN                                                                            |
| 30 de abr. de 2017      | Alagoinhas Open 2017         | Brasil, Alagoinhas, Bahia                | Colégio Modelo Luis Eduardo Magalhães                                           |
| 29 – 30 de abr. de 2017 | Campeonato de Cubo Xetá 2017 | Brasil, Umuarama, Paraná                 | Unipar Campus III                                                               |
| 29 – 30 de abr. de 2017 | Faria Brito Open 2017        | Brasil, Rio de Janeiro, Rio de Janeiro   | Colégio Faria Brito                                                             |
| 22 – 23 de abr. de 2017 | Torneio Mestre Álvaro 2017   | Brasil, Serra, Espírito Santo            | Shopping Mestre Álvaro:                                                         |
| 21 de abr. de 2017      | Arnold Classic SA 2017       | Brasil, São Paulo, São Paulo             | Transamerica Expo Center                                                        |
| 8 – 9 de abr. de 2017   | Manaus Plaza Open 2017       | Brasil, Manaus, Amazonas                 | Manaus Plaza Shopping                                                           |
| 25 – 26 de mar. de 2017 | Londrina Open 2017           | Brasil, Londrina, Paraná                 | Juntus Coworking                                                                |
| 18 – 19 de mar. de 2017 | Orange Tech 2017             | Brasil, Francisco Morato, São Paulo      | Escola Técnica de Francisco Morato                                              |
| 18 – 19 de mar. de 2017 | Oxente Open 2017             | Brasil, Feira de Santana, Bahia          | SESC Feira de Santana                                                           |
| 11 – 12 de fev. de 2017 | Lorena Open 2017             | Brasil, Lorena, São Paulo                | Colégio Delta                                                                   |
| 28 – 29 de jan. de 2017 | Maranhão 2017                | Brasil, São Luís, Maranhão               | Netcom Soluções Tecnológicas                                                    |

### 2018
| Data                           | Nome                             | Localização                              | Local                                                                           |
| 15 – 16 de dez. de 2018        | 10º do Rio Grande do Norte 2018  | Brasil, João Câmara, Rio Grande do Norte | Escola Estadual em Tempo Integral Francisco de Assis Bittencourt                |
| 15 – 16 de dez. de 2018        | South American Championship 2018 | Brasil, Poá, São Paulo                   | EMEB Vereador Prof. Cândido José Balazaima                                      |
| 8 – 9 de dez. de 2018          | SESC Santos 2018                 | Brasil, Santos, São Paulo                | SESC/Santos                                                                     |
| 1 – 2 de dez. de 2018          | Americana Open 2018              | Brasil, Americana, São Paulo             | Espaço Americana                                                                |
| 30 de nov. – 2 de dez. de 2018 | Brasília Spring 2018             | Brasil, Brasília, Distrito Federal       | Igreja Jesus Vive                                                               |
| 24 – 25 de nov. de 2018        | Cariri Open 2018                 | Brasil, Juazeiro do Norte, Ceará         | Cariri Gardeb Shopping                                                          |
| 24 – 25 de nov. de 2018        | Uberlândia Open 2018             | Brasil, Uberlândia, Minas Gerais         | Bloco 5O - Campus Santa Mônica - Universidade Federal de Uberlândia             |
| 17 – 18 de nov. de 2018        | Silent Swap Open 2018            | Brasil, São Paulo, São Paulo             | Condomínio Chácara das Flores                                                   |
| 10 de nov. de 2018             | Viva Vida SBC Open 2018          | Brasil, São Bernardo do Campo, São Paulo | Escola Viva Vida                                                                |
| 3 – 4 de nov. de 2018          | UNESP Open 2018                  | Brasil, São José do Rio Preto, São Paulo | UNESP / IBILCE - Campus de São José do Rio Preto-SP                             |
| 2 – 3 de nov. de 2018          | Parnamirim Open 2018             | Brasil, Parnamirim, Rio Grande do Norte  | Câmara Municipal de Parnamirim                                                  |
| 27 – 28 de out. de 2018        | III CUBIFMA 2018                 | Brasil, Bacabal, Maranhão                | Instituto Federal de Educação, Ciência e Tecnologia do Maranhão, Campus Bacabal |
| 27 de out. de 2018             | Itapeva 2018                     | Brasil, Itapeva, São Paulo               | Complexo Cultural "Newton de Moura Müzel"                                       |
| 20 – 21 de out. de 2018        | Criciúma Open 2018               | Brasil, Criciúma, Santa Catarina         | Nações Shopping                                                                 |
| 20 – 21 de out. de 2018        | Schoolmark Open 2018             | Brasil, São Bernardo do Campo, São Paulo | Schoolmark SBC                                                                  |
| 13 de out. de 2018             | I Open Carrancubos 2018          | Brasil, Petrolina, Pernambuco            | Instituto Federal do Sertão Pernambucano - Campus Petrolina                     |
| 29 – 30 de set. de 2018        | Bodocó Open 2018                 | Brasil, Bodocó, Pernambuco               | Escola João Carlos Lócio de Almeida - CERU                                      |
| 21 – 22 de set. de 2018        | Villa Open 2018                  | Brasil, Salvador, Bahia                  | Colégio VILLA                                                                   |
| 15 – 16 de set. de 2018        | Manaus Cubo Plaza Open 2018      | Brasil, Manaus, Amazonas                 | Manaus Plaza Shopping                                                           |
| 15 – 16 de set. de 2018        | Mineirim Open Spring 2018        | Brasil, Itajubá, Minas Gerais            | Universidade Federal de Itajubá                                                 |
| 08 de set. de 2018             | Cubo do João 2018                | Brasil, Quixeramobim, Ceará              | Escola Estadual de Educação Profissional Doutor José Alves da Silveira          |
| 1 – 2 de set. de 2018          | II Barueri Open 2018             | Brasil, Barueri, São Paulo               | Gibiteca Max Zendron                                                            |
| 25 – 26 de ago. de 2018        | Brasília Winter 2018             | Brasil, Brasília, Distrito Federal       | Centro Educacional 14 de Ceilândia (CED 14)                                     |
| 25 – 26 de ago. de 2018        | II Recife Open 2018              | Brasil, Recife, Pernambuco               | Paço Alfândega                                                                  |
| 18 – 19 de ago. de 2018        | SESC Camaquã 2018                | Brasil, Camaquã, Rio Grande do Sul       | Sesc Camaquã                                                                    |
| 11 de ago. de 2018             | Campeonato Interescolar JC 2018  | Brasil, João Câmara, Rio Grande do Norte | Escola Estadual em Tempo Integral Francisco de Assis Bittencourt                |
| 04 de ago. de 2018             | IV ETEC Jacareí Open 2018        | Brasil, Jacareí, São Paulo               | ETEC Cônego José Bento                                                          |
| 28 – 29 de jul. de 2018        | Torneio Mestre Álvaro 2018       | Brasil, Serra, Espírito Santo            | Shopping Mestre Álvaro                                                          |
| 20 – 22 de jul. de 2018        | Brasileiro 2018                  | Brasil, Uberlândia, Minas Gerais         | Uberlândia Shopping                                                             |
| 07 de jul. de 2018             | Dia da Modalidade Skewb 2018     | Brasil, Fortaleza, Ceará                 | EEFM Heráclito de Castro e Silva                                                |
| 30 de jun. – 1 de jul. de 2018 | Oficina Open 2018                | Brasil, Campinas, São Paulo              | Oficina do Estudante                                                            |
| 23 de jun. de 2018             | Alpha Lumen Open 2018            | Brasil, São José dos Campos, São Paulo   | Centro de Formação do Educador - CEFE                                           |
| 1 – 2 de jun. de 2018          | Dunas Open 2018                  | Brasil, Natal, Rio Grande do Norte       | UFRN                                                                            |
| 26 – 27 de mai. de 2018        | Brasília Open 2018               | Brasil, Brasília, Distrito Federal       | Shopping Pier 21                                                                |
| 26 – 27 de mai. de 2018        | I Torneio de Cubo do Praia 2018  | Brasil, Vila Velha, Espírito Santo       | Shopping Praia da Costa                                                         |
| 20 de mai. de 2018             | Fecap Open 2018                  | Brasil, São Paulo, São Paulo             | FECAP                                                                           |
| 19 – 20 de mai. de 2018        | Pão de Queijo 2018               | Brasil, Uberlândia, Minas Gerais         | Bloco 5O - Campus Santa Mônica - Universidade Federal de Uberlândia             |
| 5 – 6 de mai. de 2018          | II CEFET-MG UAI Bits Open 2018   | Brasil, Belo Horizonte, Minas Gerais     | CEFET/MG Campus 1                                                               |
| 5 – 6 de mai. de 2018          | SESC Gravataí 2018               | Brasil, Gravataí, Rio Grande do Sul      | Sesc Gravataí                                                                   |
| 28 – 29 de abr. de 2018        | Sides Bahia 2018                 | Brasil, Salvador, Bahia                  | Clube dos Empregados da Petrobras                                               |
| 21 de abr. de 2018             | ACSA 2018                        | Brasil, São Paulo, São Paulo             | Transamerica Expo Center                                                        |
| 14 de abr. de 2018             | 100º Mérito 2018                 | Brasil, Santarém, Pará                   | Mérito Pré-Vestibulares                                                         |
| 7 – 8 de abr. de 2018          | Faria Brito Open 2018            | Brasil, Rio de Janeiro, Rio de Janeiro   | Colégio Faria Brito                                                             |
| 17 de mar. de 2018             | Etec Poá 2018                    | Brasil, Poá, São Paulo                   | Etec Poá                                                                        |
| 10 – 11 de mar. de 2018        | I Mineirim Open 2018             | Brasil, Itajubá, Minas Gerais            | Universidade Federal de Itajubá                                                 |
| 04 de mar. de 2018             | Desafio de Verão 2018            | Brasil, Múltiplas cidades                | Múltiplos lugares                                                               |
| 3 – 4 de mar. de 2018          | Tambaqui Plaza Open 2018         | Brasil, Manaus, Amazonas                 | Manaus Plaza Shopping                                                           |
| 24 – 25 de fev. de 2018        | Mato Grande Open 2018            | Brasil, João Câmara, Rio Grande do Norte | Escola Estadual em Tempo Integral Francisco de Assis Bittencourt                |
| 24 de fev. de 2018             | Uberlândia Specials 2018         | Brasil, Uberlândia, Minas Gerais         | Bloco 5R - Campus Santa Mônica - Universidade Federal de Uberlândia             |
| 27 – 28 de jan. de 2018        | Recife 2018                      | Brasil, Recife, Pernambuco               | Paço Alfândega                                                                  |
| 27 de jan. de 2018             | Arena Curuçá Open 2018           | Brasil, São Paulo, São Paulo             | Arena Curuçá                                                                    |
| 13 – 14 de jan. de 2018        | Poções 2018                      | Brasil, Poções, Bahia                    | Câmara Municipal de Poções                                                      |

### 2019
| Data                           | Nome                             | Localização                              | Local                                                                           |
| 28 – 29 de dez. de 2019        | Brasília Closing 2019            | Brasil, Brasília, Distrito Federal       | Residência privada (private residence)                                          |
| 21 – 22 de dez. de 2019        | Dunas Open 2019                  | Brasil, Parnamirim, Rio Grande do Norte  | Câmara Municipal de Parnamirim                                                  |
| 15 de dez. de 2019             | Salvador NxN 2019                | Brasil, Salvador, Bahia                  | Residência Privada                                                              |
| 15 de dez. de 2019             | VilaVelhaQuiet 2019              | Brasil, Vila Velha, Espírito Santo       | Ed. Itaoca (condomínio particular)                                              |
| 14 – 15 de dez. de 2019        | Bernô Feet Friendship 2019       | Brasil, São Bernardo do Campo, São Paulo | Salão de Festas                                                                 |
| 14 – 15 de dez. de 2019        | IFAM Open 2019                   | Brasil, Manaus, Amazonas                 | Instituto Federal do Amazonas                                                   |
| 7 – 8 de dez. de 2019          | Capivara Sunset 2019             | Brasil, Curitiba, Paraná                 | UFPR - Campus Jardim Botânico                                                   |
| 29 de nov. – 1 de dez. de 2019 | Campeonato Brasileiro 2019       | Brasil, Criciúma, Santa Catarina         | Nações Shopping                                                                 |
| 23 – 24 de nov. de 2019        | Silent Swap São Paulo 2019       | Brasil, São Paulo, São Paulo             | Condomínio Chácara das Flores                                                   |
| 23 de nov. de 2019             | Santarém Open 2019               | Brasil, Santarém, Pará                   | Rio Tapajós Shopping                                                            |
| 27 de out. de 2019             | Arena Bernô 2 City FM 2019       | Brasil, São Bernardo do Campo, São Paulo | Salão de Festas                                                                 |
| 26 – 27 de out. de 2019        | Conquiste o Cubo 2019            | Brasil, Vitória da Conquista, Bahia      | Boulevard Shopping                                                              |
| 26 de out. de 2019             | I Itapê Open 2019                | Brasil, Itapetininga, São Paulo          | Colégio Eco Ville                                                               |
| 24 – 25 de out. de 2019        | IV CUBIFMA 2019                  | Brasil, Bacabal, Maranhão                | Instituto Federal de Educação, Ciência e Tecnologia do Maranhão, Campus Bacabal |
| 19 – 20 de out. de 2019        | SESC Camaquã 2019                | Brasil, Camaquã, Rio Grande do Sul       | SESC Camaquã                                                                    |
| 19 de out. de 2019             | Etec Cubatão 2019                | Brasil, Cubatão, São Paulo               | Etec Cubatão                                                                    |
| 13 de out. de 2019             | Oxente Open 2019                 | Brasil, Feira de Santana, Bahia          | SESC Feira de Santana                                                           |
| 12 – 13 de out. de 2019        | KubeKids Vila Velha 2019         | Brasil, Vila Velha, Espírito Santo       | Shopping Boulevard Vila Velha                                                   |
| 06 de out. de 2019             | Mini Salvador Open 2019          | Brasil, Salvador, Bahia                  | Residência Privada                                                              |
| 5 – 6 de out. de 2019          | Bodocó Open 2019                 | Brasil, Bodocó, Pernambuco               | Centro Pastoral da Paróquia São José                                            |
| 05 de out. de 2019             | Faça Mais pelas Crianças 2019    | Brasil, Multiple cities                  | Múltiplos lugares                                                               |
| 28 – 29 de set. de 2019        | Sun City Open 2019               | Brasil, Jequié, Bahia                    | Expert Pré-Vestibular                                                           |
| 21 – 22 de set. de 2019        | Schoolmark Open 2019             | Brasil, São Bernardo do Campo, São Paulo | Schoolmark SBC                                                                  |
| 21 de set. de 2019             | Damas ao Cubo 2019               | Brasil, Fortaleza, Ceará                 | Condomínio Júlio César                                                          |
| 15 de set. de 2019             | Arena Berno City FM 2019         | Brasil, São Bernardo do Campo, São Paulo | Salão de Festas                                                                 |
| 14 – 15 de set. de 2019        | Manaus Cubo Plaza Open II 2019   | Brasil, Manaus, Amazonas                 | Manaus Plaza Shopping                                                           |
| 01 de set. de 2019             | II João Câmara Open 2019         | Brasil, João Câmara, Rio Grande do Norte | Escola Estadual em Tempo Integral Francisco de Assis Bittencourt                |
| 31 de ago. – 1 de set. de 2019 | III Barueri Open 2019            | Brasil, Barueri, São Paulo               | Gibiteca Max Zendron                                                            |
| 24 – 25 de ago. de 2019        | Teresina Open 2019               | Brasil, Teresina, Piauí                  | Instituto Federal do Piauí                                                      |
| 17 – 18 de ago. de 2019        | Brasília Winter 2019             | Brasil, Brasília, Distrito Federal       | Centro de Ensino Fundamental Polivalente                                        |
| 17 – 18 de ago. de 2019        | Open UTF ao Cubo 2019            | Brasil, Cornélio Procópio, Paraná        | Anfiteatro da UTFPR – Universidade Tecnológica Federal do Paraná                |
| 17 de ago. de 2019             | Tchê Math Cube 2019              | Brasil, Porto Alegre, Rio Grande do Sul  | Residencial Porto Real                                                          |
| 10 de ago. de 2019             | V ETEC Jacareí Open 2019         | Brasil, Jacareí, São Paulo               | ETEC Cônego José Bento                                                          |
| 03 de ago. de 2019             | Colégio Asther Open 2019         | Brasil, Campinas, São Paulo              | Colégio Asther                                                                  |
| 27 – 28 de jul. de 2019        | Mestre Álvaro 2019               | Brasil, Serra, Espírito Santo            | Shopping Mestre Álvaro                                                          |
| 27 – 28 de jul. de 2019        | Planeta do Saber 2.0 2019        | Brasil, Fortaleza, Ceará                 | Escola Creche Planeta do Saber                                                  |
| 20 – 21 de jul. de 2019        | Cubo Uai BH Open 2019            | Brasil, Belo Horizonte, Minas Gerais     | Universidade Federal de Minas Gerais - UFMG                                     |
| 20 – 21 de jul. de 2019        | II Open Carrancubos 2019         | Brasil, Petrolina, Pernambuco            | Instituto Federal do Sertão Pernambucano - Campus Petrolina                     |
| 6 – 7 de jul. de 2019          | Pirapora 2019                    | Brasil, Pirapora do Bom Jesus, São Paulo | Clube Municipal de Pirapora do Bom Jesus                                        |
| 6 – 7 de jul. de 2019          | Uberlândia Open 2019             | Brasil, Uberlândia, Minas Gerais         | Bloco 5S - Campus Santa Mônica - Universidade Federal de Uberlândia             |
| 16 de jun. de 2019             | Forgotten O'Clocks SBC 2019      | Brasil, São Bernardo do Campo, São Paulo | Salão de Festas                                                                 |
| 15 de jun. de 2019             | Arraial do Cubo 2019             | Brasil, Fortaleza, Ceará                 | Condomínio Júlio César                                                          |
| 8 – 9 de jun. de 2019          | Oficina Open 2019                | Brasil, Campinas, São Paulo              | Oficina do Estudante                                                            |
| 8 – 9 de jun. de 2019          | SESC Gravataí 2019               | Brasil, Gravataí, Rio Grande do Sul      | Sesc Gravataí                                                                   |
| 18 – 19 de mai. de 2019        | Arena BSB de Cubo Mágico 2019    | Brasil, Brasília, Distrito Federal       | Brasília Shopping                                                               |
| 18 de mai. de 2019             | Fecap Open 2019                  | Brasil, São Paulo, São Paulo             | FECAP                                                                           |
| 27 – 28 de abr. de 2019        | Canela Verde 2019                | Brasil, Vila Velha, Espírito Santo       | Shopping Vila Velha                                                             |
| 13 – 14 de abr. de 2019        | Arnold Classic SA 2019           | Brasil, São Paulo, São Paulo             | Transamerica Expo Center                                                        |
| 6 – 7 de abr. de 2019          | Faria Brito Open 2019            | Brasil, Rio de Janeiro, Rio de Janeiro   | Colégio Faria Brito                                                             |
| 30 – 31 de mar. de 2019        | Sumaré Open 2019                 | Brasil, Sumaré, São Paulo                | Rotary Club Sumaré                                                              |
| 23 de mar. de 2019             | Torneio de Cubo Mágico EJS 2019  | Brasil, São Paulo, São Paulo             | E. E. Prof. Jácomo Stávale                                                      |
| 16 – 17 de mar. de 2019        | Manaus Cubo Plaza Open 2019      | Brasil, Manaus, Amazonas                 | Manaus Plaza Shopping                                                           |
| 9 – 10 de mar. de 2019         | II Mineirim Open 2019            | Brasil, Itajubá, Minas Gerais            | Universidade Federal de Itajubá                                                 |
| 16 de fev. de 2019             | Círculo Militar de Campinas 2019 | Brasil, Campinas, São Paulo              | Círculo Militar de Campinas                                                     |
| 10 de fev. de 2019             | FMC Brasil 2019                  | Brasil, Multiple cities                  | Múltiplos lugares                                                               |
| 9 – 10 de fev. de 2019         | Planeta do Saber 2019            | Brasil, Fortaleza, Ceará                 | Escola Creche Planeta do Saber                                                  |
| 2 – 3 de fev. de 2019          | Capivara Sunrise 2019            | Brasil, Curitiba, PR                     | Auditório da Administração, UFPR, Centro Politécnico                            |
| 26 – 27 de jan. de 2019        | Cubo de Barro 2019               | Brasil, Cariacica, Espírito Santo        | Shopping Moxuara                                                                |
| 19 – 20 de jan. de 2019        | Poções 2019                      | Brasil, Poções, Bahia                    | Câmara Municipal de Poções                                                      |
| 15 – 17 de jan. de 2019        | Acarajé Open 2019                | Brasil, Salvador, Bahia                  | Casa do Bruno                                                                   |
| 4 – 5 de jan. de 2019          | Fortaleza Open 2019              | Brasil, Fortaleza, Ceará                 | Colégio Claúdia Alencar                                                         |

### 2020
| Data                    | Nome                             | Localização                             | Local                           |
| 14 – 15 de mar. de 2020 | Manaus Plaza Open 2020           | Brasil, Manaus, Amazonas                | Manaus Plaza Shopping           |
| 29 de fev. de 2020      | Bissexto Fortaleza 2020          | Brasil, Fortaleza, Ceará                | Condomínio Júlio César          |
| 29 de fev. de 2020      | Desafio Brasileiro de Verão 2020 | Brasil, Multiple cities                 | Múltiplos lugares               |
| 14 – 16 de fev. de 2020 | Campeonato Baiano 2020           | Brasil, Vitória da Conquista, Bahia     | Shopping Conquista Sul          |
| 09 de fev. de 2020      | Tchê Aquieta 2020                | Brasil, Cachoeirinha, Rio Grande do Sul | UNINTER PAP Cachoeirinha        |
| 26 de jan. de 2020      | Millennium Open 2020             | Brasil, Manaus, Amazonas                | Millenium Shopping              |
| 18 – 19 de jan. de 2020 | Pequi Open 2020                  | Brasil, Goiânia, Goiás                  | Instituto Pestalozzi de Goiânia |
| 18 – 19 de jan. de 2020 | Summer Kube Vila Velha 2020      | Brasil, Vila Velha, Espírito Santo      | Shopping Boulevard Vila Velha   |
| 11 de jan. de 2020      | 3-Regular Fortaleza 2020         | Brasil, Fortaleza, Ceará                | Condomínio Júlio César          |

### 2021
| Data               | Nome            | Localização                             | Local                                            |
| 11 de dez. de 2021 | Dunas Open 2021 | Brasil, Parnamirim, Rio Grande do Norte | Escola Municipal Ivanira de Vasconcelos Paisinho |

### 2022
| Data                    | Nome                           | Localização                              | Local                                                                           |
| 17 de dez. de 2022      | João Câmara Open 2022          | Brasil, João Câmara, Rio Grande do Norte | Escola Estadual em Tempo Integral Francisco de Assis Bittencourt                |
| 11 de dez. de 2022      | Festival ONCUBE Lindóia 2022   | Brasil, Lindóia, São Paulo               | III CONGRESSO INTERNACIONAL DOS JOGOS DOS DA MENTE                              |
| 3 – 4 de dez. de 2022   | Bodocó Open 2022               | Brasil, Bodocó, Pernambuco               | Colégio Municipal Antônia Locio da Cruz                                         |
| 27 de nov. de 2022      | Taipas Open 2022               | Brasil, São Paulo, São Paulo             | EMEF Professor Enzo Antonio Silvestrin                                          |
| 26 – 27 de nov. de 2022 | Oxente Open 2022               | Brasil, Feira de Santana, Bahia          | SESC Feira de Santana                                                           |
| 26 – 27 de nov. de 2022 | VII CUBIFMA 2022               | Brasil, Bacabal, Maranhão                | Instituto Federal de Educação, Ciência e Tecnologia do Maranhão, Campus Bacabal |
| 18 – 20 de nov. de 2022 | Cerrado Open 2022              | Brasil, Goiânia, Goiás                   | EMC-UFG - Escola de Engenharia Elétrica, Mecânica e de Computação               |
| 5 – 6 de nov. de 2022   | Cubing At PASB 2022            | Brasil, Salvador, Bahia                  | Pan American School of Bahia                                                    |
| 5 – 6 de nov. de 2022   | Etec Cubatão 2022              | Brasil, Cubatão, São Paulo               | Etec Cubatão                                                                    |
| 29 – 30 de out. de 2022 | Floripa ao Cubo 2022           | Brasil, Florianópolis, Santa Catarina    | Floripa Shopping                                                                |
| 29 de out. de 2022      | II Zoioff Campinas 2022        | Brasil, Campinas, São Paulo              | Salão de Festa Recanto Feliz                                                    |
| 23 de out. de 2022      | Arena Bernô 3 City FM 2022     | Brasil, São Bernardo do Campo, São Paulo | Salão de Festas                                                                 |
| 15 – 16 de out. de 2022 | Pão de Queijo Open 2022        | Brasil, Uberlândia, Minas Gerais         | Colégio Logosófico                                                              |
| 8 – 9 de out. de 2022   | Kid's Day Conquista 2022       | Brasil, Vitória da Conquista, Bahia      | Shopping Conquista Sul                                                          |
| 08 de out. de 2022      | Fecap Open 2022                | Brasil, São Paulo, São Paulo             | FECAP                                                                           |
| 08 de out. de 2022      | Parnamirim Open 2022           | Brasil, Parnamirim, Rio Grande do Norte  | Colégio Batista Vida Nova                                                       |
| 17 – 18 de set. de 2022 | Planetario Open 2022           | Brasil, Rio de Janeiro, Rio de Janeiro   | Fundação Planetário da Cidade do Rio de Janeiro                                 |
| 27 de ago. de 2022      | Sides Bahia 2022               | Brasil, Salvador, Bahia                  | Residência Privada                                                              |
| 30 de jul. de 2022      | Fortaleza Open 2022            | Brasil, Fortaleza, Ceará                 | FB ideias                                                                       |
| 22 – 24 de jul. de 2022 | SAC 2022                       | Brasil, Brasília, Distrito Federal       | Parlamundi                                                                      |
| 16 de jul. de 2022      | Salvador Winter 2022           | Brasil, Salvador, Bahia                  | Condomínio Mar Onda Clara                                                       |
| 10 de jul. de 2022      | SESI Santos 2022               | Brasil, Santos, São Paulo                | SESI Santos                                                                     |
| 25 de jun. de 2022      | Colégio Asther Open 2022       | Brasil, Campinas, São Paulo              | Colégio Asther                                                                  |
| 28 – 29 de mai. de 2022 | SAJ Águas da Prata 2022        | Brasil, Aguas da Prata, São Paulo        | Sociedade dos Amigos da Infância e Juventude de Águas da Prata                  |
| 14 – 15 de mai. de 2022 | Brasília Autumn 2022           | Brasil, Brasília, Distrito Federal       | CEMI Cruzeiro                                                                   |
| 01 de mai. de 2022      | Arnold Sports Festival SA 2022 | Brasil, São Paulo, São Paulo             | Expo Center Norte                                                               |
| 23 – 24 de abr. de 2022 | Oficina Open 2022              | Brasil, Campinas, São Paulo              | Oficina do Estudante                                                            |
| 26 – 27 de mar. de 2022 | Faria Brito Open 2022          | Brasil, Rio de Janeiro, Rio de Janeiro   | Colégio Faria Brito                                                             |
| 19 – 20 de fev. de 2022 | Manaus Plaza Open 2022         | Brasil, Manaus, Amazonas                 | Manaus Plaza Shopping                                                           |
| 5 – 6 de fev. de 2022   | Summer Kube Vila Velha 2022    | Brasil, Vila Velha, Espírito Santo       | Shopping Boulevard Vila Velha                                                   |
| 23 de jan. de 2022      | Back in Bahia 2022             | Brasil, Salvador, Bahia                  | Condomínio Mar Onda Clara                                                       |
| 22 – 23 de jan. de 2022 | Zoioff Campinas 2022           | Brasil, Campinas, São Paulo              | Fundação Síndrome de Down                                                       |

### 2023
| Data                    | Nome                            | Localização                              | Local                                                                                  |
| 29 – 30 de dez. de 2023 | Saideira Brasília 2023          | Brasil, Brasília, Distrito Federal       | Residência privada em Sobradinho/DF. Private residence at Sobradinho/DF.               |
| 16 – 17 de dez. de 2023 | Floripa Open 2023               | Brasil, Florianópolis, Santa Catarina    | EBM Professora Herondina Medeiros Zeferino                                             |
| 16 – 17 de dez. de 2023 | III Recife Open 2023            | Brasil, Recife, Pernambuco               | CTG - Centro de Tecnologia e Geociências - UFPE                                        |
| 16 de dez. de 2023      | Colégio IPE Goiânia 2023        | Brasil, Goiânia, Goiás                   | Colégio IPE Unidade Centro (https://maps.app.goo.gl/J8HXyEMhPQq1uGwZA)                 |
| 16 de dez. de 2023      | Niterói Open 2023               | Brasil, Niterói, Rio de Janeiro          | Condomínio Via Marzzini                                                                |
| 15 – 16 de dez. de 2023 | Master Cube Salvador 2023       | Brasil, Salvador, Bahia                  | SESI Djalma Pessoa                                                                     |
| 9 – 10 de dez. de 2023  | Bodocó Open 2023                | Brasil, Bodocó, Pernambuco               | Colégio Municipal Antônia Lócio da Cruz                                                |
| 2 – 3 de dez. de 2023   | Capivara 2023                   | Brasil, Curitiba, Paraná                 | Escola SEB Dom Bosco Batel                                                             |
| 2 – 3 de dez. de 2023   | RioMar Fortaleza II 2023        | Brasil, Fortaleza, Ceará                 | RioMar Fortaleza                                                                       |
| 02 de dez. de 2023      | UFBA III - Dois Lados 2023      | Brasil, Salvador, Bahia                  | Universidade Federal da Bahia - Campus Ondina - Pavilhão de Aulas da Federação (PAF) 1 |
| 25 – 26 de nov. de 2023 | Pão de Queijo Open 2023         | Brasil, Uberlândia, Minas Gerais         | Colégio Logosófico                                                                     |
| 19 de nov. de 2023      | Rondon Cube 2023                | Brasil, Rondonópolis, Mato Grosso        | Centro Poliesportivo - CEIPC                                                           |
| 18 de nov. de 2023      | Colégio Salesiano Open 2023     | Brasil, Itajaí, Santa Catarina           | Auditório do Colégio Salesiano Itajaí                                                  |
| 11 – 12 de nov. de 2023 | Faria Brito 2023                | Brasil, Rio de Janeiro, Rio de Janeiro   | Colégio Faria Brito                                                                    |
| 11 de nov. de 2023      | I São Paulo Cube 2023           | Brasil, São Paulo, São Paulo             | Subprefecture of Vila Prudente / Sub-Prefeitura de Vila Prudente                       |
| 28 – 29 de out. de 2023 | II Teresina Open 2023           | Brasil, Teresina, Piauí                  | Colegio CET                                                                            |
| 28 – 29 de out. de 2023 | Pé Vermelho 2023                | Brasil, Londrina, Paraná                 | Associação Guarda Mirim de Londrina                                                    |
| 28 – 29 de out. de 2023 | SESC Camaquã 2023               | Brasil, Camaquã, Rio Grande do Sul       | SESC Camaquã                                                                           |
| 28 de out. de 2023      | Big Cubata BLD II 2023          | Brasil, Cubatão, São Paulo               | ASSAVVE - Associação Amigos do Vale Verde                                              |
| 28 de out. de 2023      | Itapecerica da Serra 2023       | Brasil, Itapecerica da Serra, São Paulo  | Itapecerica Shopping                                                                   |
| 26 – 27 de out. de 2023 | VIII CUBIFMA 2023               | Brasil, Bacabal, Maranhão                | Instituto Federal de Educação, Ciência e Tecnologia do Maranhão, Campus Bacabal        |
| 21 de out. de 2023      | PIB Itaim Open 2023             | Brasil, São Paulo, São Paulo             | Primeira Igreja Batista                                                                |
| 13 – 15 de out. de 2023 | Campeonato Brasileiro 2023      | Brasil, Salvador, Bahia                  | Teatro Da Cidade Salvador                                                              |
| 14 de out. de 2023      | Auxiliadora Open 2023           | Brasil, São Gonçalo, Rio de Janeiro      | Colégio Auxiliadora                                                                    |
| 08 de out. de 2023      | Campeonato Brasileiro FMC 2023  | Brasil, Multiple cities                  | Multiple Venues                                                                        |
| 08 de out. de 2023      | Kube Kids Vila Velha 2023       | Brasil, Vila Velha, Espírito Santo       | Shopping Boulevard Vila Velha                                                          |
| 07 de out. de 2023      | Forgotten O'Clocks SBC 2023     | Brasil, São Bernardo do Campo, São Paulo | Salão de Festas                                                                        |
| 30 de set. de 2023      | Sides Bahia VI 2023             | Brasil, Salvador, Bahia                  | Residência Privada                                                                     |
| 24 de set. de 2023      | Sides Bahia - Poções Quest 2023 | Brasil, Poções, Bahia                    | Academia Bergues Sport Club                                                            |
| 23 – 24 de set. de 2023 | Etec Cubatão 2023               | Brasil, Cubatão, São Paulo               | Etec Cubatão                                                                           |
| 23 – 24 de set. de 2023 | Planetário Open 2023            | Brasil, Rio de Janeiro, Rio de Janeiro   | Fundação Planetário da Cidade do Rio de Janeiro                                        |
| 23 de set. de 2023      | Conquiste o Cubo III 2023       | Brasil, Vitória da Conquista, Bahia      | Shopping Conquista Sul                                                                 |
| 17 de set. de 2023      | Oxente Open 2023                | Brasil, Feira de Santana, Bahia          | SESC Feira de Santana                                                                  |
| 16 – 17 de set. de 2023 | Criciúma Open 2023              | Brasil, Criciúma, Santa Catarina         | Criciúma Shopping Center                                                               |
| 16 – 17 de set. de 2023 | RioMar Fortaleza Open 2023      | Brasil, Fortaleza, Ceará                 | RioMar Fortaleza                                                                       |
| 14 – 15 de set. de 2023 | I Cubo CEBEM Alagoas 2023       | Brasil, Maceió, Alagoas                  | Estadio Rei Pelé, Maceió - Alagoas                                                     |
| 8 – 10 de set. de 2023  | Cerrado Open 2023               | Brasil, Goiânia, Goiás                   | Escola de Engenharia Elétrica, Mecânica e Computação da UFG                            |
| 26 – 27 de ago. de 2023 | Silent Brasília 2023            | Brasil, Brasília, Distrito Federal       | Método Supera - Asa Norte                                                              |
| 19 – 20 de ago. de 2023 | Araruama Open 2023              | Brasil, Araruama, Rio de Janeiro         | Shopping Araruama                                                                      |
| 19 – 20 de ago. de 2023 | Morro Reuter Cubing 2023        | Brasil, Morro Reuter, Rio Grande do Sul  | Centro de Cultura de Morro Reuter                                                      |
| 19 de ago. de 2023      | Vila Anglo 2023                 | Brasil, São Paulo, São Paulo             | Paróquia Nossa Senhora Aparecida                                                       |
| 5 – 6 de ago. de 2023   | Zoioff Campinas 2023            | Brasil, Campinas, São Paulo              | Salas Prontas                                                                          |
| 05 de ago. de 2023      | Dunas Open 2023                 | Brasil, Parnamirim, Rio Grande do Norte  | Escola Municipal Ivanira de Vasconcelos Paisinho                                       |
| 28 – 29 de jul. de 2023 | UFBA II 2023                    | Brasil, Salvador, Bahia                  | Faculdade de Direito da UFBA                                                           |
| 22 – 23 de jul. de 2023 | Bravamall Open 2023             | Brasil, Itajaí, Santa Catarina           | Bravamall - Sala 2 (EQI Investimentos)                                                 |
| 22 – 23 de jul. de 2023 | Partage Open II 2023            | Brasil, São Gonçalo, Rio de Janeiro      | Partage Shopping São Gonçalo                                                           |
| 15 – 16 de jul. de 2023 | Capixaba Challenge 2023         | Brasil, Serra, Espírito Santo            | Shopping Mestre Álvaro                                                                 |
| 09 de jul. de 2023      | Arena Bernô 4 City FM 2023      | Brasil, São Bernardo do Campo, São Paulo | Salão de Festas                                                                        |
| 09 de jul. de 2023      | FMC Juazeiro 2023               | Brasil, Juazeiro, Bahia                  | Residência Privada                                                                     |
| 08 de jul. de 2023      | III Open Carrancubos 2023       | Brasil, Petrolina, Pernambuco            | CEU (Centro de Artes e Esportes Unificados)                                            |
| 24 – 25 de jun. de 2023 | Flor de Lis Goiás 2023          | Brasil, Aparecida de Goiânia, Goiás      | Colégio Expressão Júnior                                                               |
| 17 – 18 de jun. de 2023 | Bora Bora Barra Open 2023       | Brasil, Rio de Janeiro, Rio de Janeiro   | Bora Bora Resort Real                                                                  |
| 03 de jun. de 2023      | BioAteneu Santos 2023           | Brasil, Santos, São Paulo                | Colégio Ateneu Santista                                                                |
| 03 de jun. de 2023      | Sides Bahia - June's Vie 2023   | Brasil, Salvador, Bahia                  | Residência Privada                                                                     |
| 27 – 28 de mai. de 2023 | SAJ Águas da Prata 2023         | Brasil, Aguas da Prata, São Paulo        | Sociedade dos Amigos da Infância e Juventude de Águas da Prata                         |
| 27 de mai. de 2023      | FECAP Open 2023                 | Brasil, São Paulo, São Paulo             | FECAP                                                                                  |
| 13 de mai. de 2023      | SESI Santos 2023                | Brasil, Santos, São Paulo                | SESI Santos                                                                            |
| 07 de mai. de 2023      | I Candanguim 2023               | Brasil, Brasília, Distrito Federal       | Centro de Convivência do Idoso - CCI                                                   |
| 6 – 7 de mai. de 2023   | Oficina Open 2023               | Brasil, Campinas, São Paulo              | Oficina do Estudante                                                                   |
| 29 de abr. de 2023      | Coelho Open 2023                | Brasil, Salvador, Bahia                  | Residência Privada                                                                     |
| 22 – 23 de abr. de 2023 | Conquiste o Cubo II 2023        | Brasil, Vitória da Conquista, Bahia      | Shopping Conquista Sul                                                                 |
| 22 – 23 de abr. de 2023 | Itajaí ao Cubo 2023             | Brasil, Itajaí, Santa Catarina           | Ginásio do Colégio Salesiano Itajaí                                                    |
| 15 – 16 de abr. de 2023 | Manaus Plaza Open 2023          | Brasil, Manaus, Amazonas                 | Manaus Plaza Shopping                                                                  |
| 1 – 2 de abr. de 2023   | DNFools Boulevard 2023          | Brasil, Vila Velha, Espírito Santo       | Shopping Boulevard Vila Velha                                                          |
| 01 de abr. de 2023      | Colégio Asther Open 2023        | Brasil, Campinas, São Paulo              | Colégio Asther                                                                         |
| 25 de mar. de 2023      | Clockiin Open 2023              | Brasil, São Paulo, São Paulo             | Brasil Nihon Kiin                                                                      |
| 25 de mar. de 2023      | Silent Bahia 2023               | Brasil, Salvador, Bahia                  | Residência Privada                                                                     |
| 18 de mar. de 2023      | Big Cubata 2023                 | Brasil, Cubatão, São Paulo               | ASSAVVE - Associação Amigos do Vale Verde                                              |
| 11 – 12 de mar. de 2023 | Brasília Bigs & Blind 2023      | Brasil, Brasília, Distrito Federal       | Colégio Modelo São Sebastião                                                           |
| 22 de jan. de 2023      | The Sides Bahia Experience 2023 | Brasil, Salvador, Bahia                  | Residência Privada                                                                     |
| 21 – 22 de jan. de 2023 | UNIVR Open 2023                 | Brasil, Registro, São Paulo              | UNIVR - Centro Universitário do Vale do Ribeira                                        |
| 20 – 21 de jan. de 2023 | UFBA 2023                       | Brasil, Salvador, Bahia                  | Faculdade de Direito da UFBA                                                           |
| 14 – 15 de jan. de 2023 | Partage Open 2023               | Brasil, São Gonçalo, Rio de Janeiro      | Partage Shopping São Gonçalo                                                           |
| 14 – 15 de jan. de 2023 | Poções 2023                     | Brasil, Poções, Bahia                    | Academia Bergues Esportes                                                              |

### 2024
| Data                           | Nome                             | Localização                                   | Local                                                                                          |
| 28 de dez. de 2024             | Viradão do Cubo em Araruama 2024 | Brasil, Araruama, Rio de Janeiro              | Shopping Araruama                                                                              |
| 21 de dez. de 2024             | Niterói Sides 2024               | Brasil, Niterói, Rio de Janeiro               | Condomínio Via Marzzini                                                                        |
| 14 – 15 de dez. de 2024        | Goiânia Xiu 2024                 | Brasil, Goiânia, Goiás                        | Escola de Engenharia Elétrica, Mecânica e Computação da UFG                                    |
| 14 – 15 de dez. de 2024        | Paraíso ao Cubo II DC 2024       | Brasil, Duque de Caxias, Rio de Janeiro       | Centro Educacional Paraíso                                                                     |
| 14 – 15 de dez. de 2024        | Pé Vermelho II - Londrina 2024   | Brasil, Londrina, Paraná                      | Associação Guarda Mirim de Londrina                                                            |
| 14 de dez. de 2024             | Master Cube Salvador B 2024      | Brasil, Salvador, Bahia                       | SESI Djalma Pessoa                                                                             |
| 14 de dez. de 2024             | Unoesc Chapecó 2024              | Brasil, Chapecó, Santa Catarina               | Unoesc                                                                                         |
| 13 de dez. de 2024             | Master Cube Salvador A 2024      | Brasil, Salvador, Bahia                       | SESI Djalma Pessoa                                                                             |
| 08 de dez. de 2024             | Big in Aquático Aclimação 2024   | Brasil, São Paulo, São Paulo                  | Clube Aquático da Aclimação                                                                    |
| 08 de dez. de 2024             | II CubeBook Campinas 2024        | Brasil, Campinas, São Paulo                   | Biblioteca Pública Municipal Professor Ernesto Manoel Zink                                     |
| 08 de dez. de 2024             | Rondon Cube 2024                 | Brasil, Rondonópolis, Mato Grosso             | Centro Poliesportivo - CEIPC                                                                   |
| 7 – 8 de dez. de 2024          | Natal Mágico RMK Fortaleza 2024  | Brasil, Fortaleza, Ceará                      | RioMar Kennedy                                                                                 |
| 07 de dez. de 2024             | Arena Bernô City Twist 2024      | Brasil, São Bernardo do Campo, São Paulo      | Salão de Festas                                                                                |
| 07 de dez. de 2024             | Cube Cuité Open 2024             | Brasil, Cuité, Paraíba                        | Universidade Federal de Campina Grande - Centro de Educação e Saúde/ Sítio Olho D'água da Bica |
| 30 de nov. – 1 de dez. de 2024 | Capivara Curitiba 2024           | Brasil, Curitiba, Paraná                      | Escola SEB Dom Bosco Batel                                                                     |
| 30 de nov. – 1 de dez. de 2024 | CubUai UFMG Open 2024            | Brasil, Belo Horizonte, Minas Gerais          | Universidade Federal de Minas Gerais - UFMG                                                    |
| 30 de nov. de 2024             | Nova Carapina Challenge 2024     | Brasil, Serra, Espírito Santo                 | EEEFM Nova Carapina                                                                            |
| 29 de nov. de 2024             | IX CUBIFMA 2024                  | Brasil, Bacabal, Maranhão                     | Instituto Federal de Educação, Ciência e Tecnologia do Maranhão, Campus Bacabal                |
| 24 de nov. de 2024             | Campeonato Brasileiro FMC 2024   | Brasil, Multiple cities                       | Multiple Venues                                                                                |
| 24 de nov. de 2024             | Lauro ao Cubo 2024               | Brasil, Lauro de Freitas, Bahia               | Parque Shopping da Bahia                                                                       |
| 23 de nov. de 2024             | ECB Open Cube 2024               | Brasil, Brasília, Distrito Federal            | Escola Canadense de Brasília                                                                   |
| 23 de nov. de 2024             | Forgotten O'Mega SBC 2024        | Brasil, São Bernardo do Campo, São Paulo      | Salão de Festas                                                                                |
| 16 – 17 de nov. de 2024        | Pequi Open Goiânia 2024          | Brasil, Goiânia, Goiás                        | Colégio Trinus                                                                                 |
| 15 – 17 de nov. de 2024        | Campeonato Brasileiro 2024       | Brasil, Rio de Janeiro, Rio de Janeiro        | Colégio Faria Brito                                                                            |
| 9 – 10 de nov. de 2024         | MS ao Cubo 2024                  | Brasil, Campo Grande, Mato Grosso do Sul      | Shopping Bosque dos Ipês                                                                       |
| 03 de nov. de 2024             | Esportes da Mente Vitória 2024   | Brasil, Vitória, Espírito Santo               | Centro Esportivo Tancredo de Almeida Neves - Trancredão                                        |
| 27 de out. de 2024             | SPAC Open 2024                   | Brasil, São Paulo, São Paulo                  | São Paulo Athletic Club                                                                        |
| 26 – 27 de out. de 2024        | CAU ao Cubo 2024                 | Brasil, Itajaí, Santa Catarina                | Colégio de Aplicação Univali                                                                   |
| 26 de out. de 2024             | Arena Bernô 8 City FM 2024       | Brasil, São Bernardo do Campo, São Paulo      | Salão de Festas                                                                                |
| 26 de out. de 2024             | Fortaleza da Hora 2024           | Brasil, Fortaleza, Ceará                      | Residência privada. Private residence.                                                         |
| 19 – 20 de out. de 2024        | Etec Cubatão 2024                | Brasil, Cubatão, São Paulo                    | Etec Cubatão                                                                                   |
| 13 de out. de 2024             | Taboão Bigs & Blinds 2024        | Brasil, Taboão da Serra, São Paulo            | Estrada São Francisco, 1305                                                                    |
| 12 – 13 de out. de 2024        | Cubo em Etapas Vila Velha 2024   | Brasil, Vila Velha, Espírito Santo            | Condomínio Village de Itaparica - 7ª Etapa                                                     |
| 12 – 13 de out. de 2024        | Pão de Queijo Uberlândia 2024    | Brasil, Uberlândia, Minas Gerais              | Colégio Logosófico                                                                             |
| 12 de out. de 2024             | Bora Bora Barra Spring 2024      | Brasil, Rio de Janeiro, Rio de Janeiro        | Bora Bora Resort Real                                                                          |
| 12 de out. de 2024             | CubeBook Campinas 2024           | Brasil, Campinas, São Paulo                   | Biblioteca Pública Municipal Professor Ernesto Manoel Zink                                     |
| 12 de out. de 2024             | Skewbeleza Fortaleza II 2024     | Brasil, Fortaleza, Ceará                      | Condomínio do Edifício Mont Blanc                                                              |
| 05 de out. de 2024             | Aníbal ao Cubo 2024              | Brasil, Itajaí, Santa Catarina                | Escola Básica Aníbal César                                                                     |
| 05 de out. de 2024             | Big Cubata BLD 2024              | Brasil, Cubatão, São Paulo                    | ASSAVVE - Associação Amigos do Vale Verde                                                      |
| 29 de set. de 2024             | Aquático Aclimação Open 2024     | Brasil, São Paulo, São Paulo                  | Clube Aquático da Aclimação                                                                    |
| 28 – 29 de set. de 2024        | Iguatemi Fortaleza V 2024        | Brasil, Fortaleza, Ceará                      | Iguatemi Fortaleza                                                                             |
| 28 – 29 de set. de 2024        | Planetário Rio Open 2024         | Brasil, Rio de Janeiro, Rio de Janeiro        | Fundação Planetário da Cidade do Rio de Janeiro                                                |
| 28 – 29 de set. de 2024        | V Recife Open 2024               | Brasil, Recife, Pernambuco                    | CTG - Centro de Tecnologia e Geociências - UFPE                                                |
| 28 de set. de 2024             | SJC Mazza Open 2024              | Brasil, São José dos Campos, São Paulo        | EEEI Prof. Pedro Mazza                                                                         |
| 28 de set. de 2024             | UFBA VI 2024                     | Brasil, Salvador, Bahia                       | Faculdade de Direito da UFBA                                                                   |
| 21 – 22 de set. de 2024        | Várzea Grande ao Cubo 2024       | Brasil, Várzea Grande, Mato Grosso            | Várzea Grande Shopping                                                                         |
| 21 de set. de 2024             | Colégio Salesiano Open 2024      | Brasil, Itajaí, Santa Catarina                | Auditório do Colégio Salesiano Itajaí                                                          |
| 21 de set. de 2024             | II Teresina Bright Cube 2024     | Brasil, Teresina, Piauí                       | Colégio Bright School                                                                          |
| 21 de set. de 2024             | Poções Geek 2024                 | Brasil, Poções, Bahia                         | Clube Recreativo de Poções                                                                     |
| 14 – 15 de set. de 2024        | Anápolis Open 2024               | Brasil, Anápolis, Goiás                       | Salão de festas                                                                                |
| 14 – 15 de set. de 2024        | Criciúma Open 2024               | Brasil, Criciúma, Santa Catarina              | Criciúma Shopping Center                                                                       |
| 14 de set. de 2024             | Kumon Fortaleza 2024             | Brasil, Fortaleza, Ceará                      | Kumon Meireles                                                                                 |
| 08 de set. de 2024             | Arena Bernô 7 City FM 2024       | Brasil, São Bernardo do Campo, São Paulo      | Salão de Festas                                                                                |
| 7 – 8 de set. de 2024          | Pit Bomba Sides Goiânia 2024     | Brasil, Goiânia, Goiás                        | Escola de Engenharia Elétrica, Mecânica e Computação da UFG                                    |
| 07 de set. de 2024             | Forgotten O'Clocks II SBC 2024   | Brasil, São Bernardo do Campo, São Paulo      | Salão de Festas                                                                                |
| 31 de ago. de 2024             | Capivara Alto da XV Mall 2024    | Brasil, Curitiba, Paraná                      | Alto da XV Mall                                                                                |
| 25 de ago. de 2024             | Sides Bahia 2024                 | Brasil, Salvador, Bahia                       | Stella Maris                                                                                   |
| 24 – 25 de ago. de 2024        | Back to the Cube Ceilândia 2024  | Brasil, Brasília, Distrito Federal            | Centro Educacional 06 de Ceilândia                                                             |
| 24 – 25 de ago. de 2024        | Taboão da Serra Open 2024        | Brasil, Taboão da Serra, São Paulo            | Estrada de São Francisco 1305                                                                  |
| 17 – 18 de ago. de 2024        | CSD Rio 2024                     | Brasil, Rio de Janeiro, Rio de Janeiro        | Condomínio Residencial Santos Dumont                                                           |
| 17 – 18 de ago. de 2024        | Morro Reuter Cubing 2024         | Brasil, Morro Reuter, Rio Grande do Sul       | Centro de Cultura de Morro Reuter                                                              |
| 10 de ago. de 2024             | Apenas 3 Fortaleza 2024          | Brasil, Fortaleza, Ceará                      | Condomínio VG Fun Praia do Futuro                                                              |
| 10 de ago. de 2024             | Unidavi ao Cubo 2024             | Brasil, Rio do Sul, Santa Catarina            | Endereço: Auditório Viegand Eger - R. Guilherme Gemballa, 13 - Jardim América, Rio do Sul - SC |
| 04 de ago. de 2024             | Arena Bernô 6 City FM 2024       | Brasil, São Bernardo do Campo, São Paulo      | Salão de Festas                                                                                |
| 04 de ago. de 2024             | João Câmara Open 2024            | Brasil, João Câmara, Rio Grande do Norte      | Escola Estadual em Tempo Integral Francisco de Assis Bittencourt                               |
| 04 de ago. de 2024             | Vitória Challenge 2024           | Brasil, Vitória, Espírito Santo               | Praça Nilze Mendes                                                                             |
| 3 – 4 de ago. de 2024          | Zoioff Brasília 2024             | Brasil, Brasília, Distrito Federal            | Departamento de Matemática - UnB                                                               |
| 03 de ago. de 2024             | Bio Fortec 2024                  | Brasil, São Vicente, São Paulo                | Escola e Faculdade Fortec                                                                      |
| 28 de jul. de 2024             | Skewbeleza Fortaleza 2024        | Brasil, Fortaleza, Ceará                      | Condomínio do Edifício Mont Blanc                                                              |
| 27 – 28 de jul. de 2024        | Xerém Open 2024                  | Brasil, Duque de Caxias, Rio de Janeiro       | Colégio Cristão Oliveira Araújo                                                                |
| 20 de jul. de 2024             | Golden Square Shopping 2024      | Brasil, São Bernardo do Campo, São Paulo      | Golden Square Shopping                                                                         |
| 14 de jul. de 2024             | Brasil Nihon Clockiin Open 2024  | Brasil, São Paulo, São Paulo                  | Brasil Nihon Kiin                                                                              |
| 13 de jul. de 2024             | PIB Itaim Open 2024              | Brasil, São Paulo, São Paulo                  | Primeira Igreja Batista                                                                        |
| 6 – 7 de jul. de 2024          | Iguatemi Fortaleza IV 2024       | Brasil, Fortaleza, Ceará                      | Iguatemi Fortaleza                                                                             |
| 22 de jun. de 2024             | Desafio Hungria em SP 2024       | Brasil, São Paulo, São Paulo                  | Museu Catavento                                                                                |
| 22 de jun. de 2024             | Piçarras Sides Winter 2024       | Brasil, Piçarras, Santa Catarina              | Residência Privada                                                                             |
| 8 – 9 de jun. de 2024          | 24 Horas em Salvador 2024        | Brasil, Salvador, Bahia                       | Residência Privada em Stella Maris                                                             |
| 08 de jun. de 2024             | Capivarinha 2024                 | Brasil, Curitiba, Paraná                      | Private Residence                                                                              |
| 08 de jun. de 2024             | Paraíso ao Cubo DC 2024          | Brasil, Duque de Caxias, Rio de Janeiro       | Centro Educacional Paraíso                                                                     |
| 31 de mai. – 2 de jun. de 2024 | Centenário de Bodocó 2024        | Brasil, Bodocó, Pernambuco                    | Colégio Municipal Antônia Lócio da Cruz                                                        |
| 30 de mai. – 2 de jun. de 2024 | Rio Cubolympics 2024             | Brasil, Rio de Janeiro, Rio de Janeiro        | Parque Olímpico                                                                                |
| 25 – 26 de mai. de 2024        | Iguatemi Fortaleza III 2024      | Brasil, Fortaleza, Ceará                      | Iguatemi Fortaleza                                                                             |
| 25 – 26 de mai. de 2024        | SAJ Águas da Prata 2024          | Brasil, Aguas da Prata, São Paulo             | Sociedade dos Amigos da Infância e Juventude de Águas da Prata                                 |
| 25 de mai. de 2024             | FECAP Open 2024                  | Brasil, São Paulo, São Paulo                  | FECAP                                                                                          |
| 19 de mai. de 2024             | Esporte por Vitória 2024         | Brasil, Vitória, Espírito Santo               | Parque Moscoso                                                                                 |
| 19 de mai. de 2024             | I Bacabal Open 2024              | Brasil, Bacabal, Maranhão                     | Colégio Reis Magos                                                                             |
| 18 – 19 de mai. de 2024        | Araruama ao Cubo 2024            | Brasil, Araruama, Rio de Janeiro              | Colégio Araruama CEDA                                                                          |
| 17 – 19 de mai. de 2024        | Campeonato do Cerrado 2024       | Brasil, Goiânia, Goiás                        | Arena Educação                                                                                 |
| 4 – 5 de mai. de 2024          | Silent Brasília 2024             | Brasil, Brasília, Distrito Federal            | Método Supera - Asa Norte                                                                      |
| 01 de mai. de 2024             | Bom Viver Open 2024              | Brasil, São Paulo, São Paulo                  | Residência Privada                                                                             |
| 27 – 28 de abr. de 2024        | Samuel Asafe 2024                | Brasil, Vila Velha, Espírito Santo            | Shopping Boulevard Vila Velha                                                                  |
| 27 de abr. de 2024             | Soares Herdy Open 2024           | Brasil, São Gonçalo, Rio de Janeiro           | Centro Educacional Soares Herdy                                                                |
| 21 de abr. de 2024             | Guará Open 2024                  | Brasil, Guaratinguetá, São Paulo              | Animagia Guará 11ª Edição - EMEF Prof.ª Luzia de Castro Mittidieri                             |
| 20 – 21 de abr. de 2024        | Itajaí ao Cubo 2024              | Brasil, Itajaí, Santa Catarina                | Auditório Domingos Sávio do Colégio Salesiano                                                  |
| 20 de abr. de 2024             | Divino Open Itu 2024             | Brasil, Itu, São Paulo                        | Colégio Divino Salvador                                                                        |
| 14 de abr. de 2024             | Big in Bahia 2024                | Brasil, Salvador, Bahia                       | Residência Privada                                                                             |
| 13 – 14 de abr. de 2024        | IV Recife Open 2024              | Brasil, Recife, Pernambuco                    | CTG - Centro de Tecnologia e Geociências - UFPE                                                |
| 13 – 14 de abr. de 2024        | RioMar Kennedy Fortaleza 2024    | Brasil, Fortaleza, Ceará                      | RioMar Kennedy                                                                                 |
| 13 de abr. de 2024             | Forgotten O'Clocks SBC 2024      | Brasil, São Bernardo do Campo, São Paulo      | Salão de Festas                                                                                |
| 6 – 7 de abr. de 2024          | SESI Santos 2024                 | Brasil, Santos, São Paulo                     | SESI Santos                                                                                    |
| 30 – 31 de mar. de 2024        | Joinville Open 2024              | Brasil, Joinville, Santa Catarina             | Shopping Mueller Joinville                                                                     |
| 23 – 24 de mar. de 2024        | Iguatemi Fortaleza II 2024       | Brasil, Fortaleza, Ceará                      | Iguatemi Fortaleza                                                                             |
| 23 – 24 de mar. de 2024        | II Candanguim 2024               | Brasil, Brasília, Distrito Federal            | CEMI Cruzeiro                                                                                  |
| 16 – 17 de mar. de 2024        | Opentrópolis CEFET 2024          | Brasil, Petrópolis, Rio de Janeiro            | Cefet/RJ - Petrópolis                                                                          |
| 9 – 10 de mar. de 2024         | I Teresina Bright Cube 2024      | Brasil, Teresina, Piauí                       | Colégio Bright School                                                                          |
| 09 de mar. de 2024             | Colatina Agil Open 2024          | Brasil, Colatina, Espírito Santo              | Agil Hotel                                                                                     |
| 09 de mar. de 2024             | FME Campos Open 2024             | Brasil, Campos dos Goytacazes, Rio de Janeiro | Fundação Municipal de Esportes                                                                 |
| 09 de mar. de 2024             | UFBA V 2024                      | Brasil, Salvador, Bahia                       | Faculdade de Direito da UFBA                                                                   |
| 2 – 3 de mar. de 2024          | Nas Garras do DNFortaleza 2024   | Brasil, Fortaleza, Ceará                      | Residência privada em Fortaleza-CE. Private residence at Fortaleza-CE.                         |
| 2 – 3 de mar. de 2024          | Schoolmark Open 2024             | Brasil, São Bernardo do Campo, São Paulo      | Schoolmark SBC                                                                                 |
| 24 – 25 de fev. de 2024        | Bora Bora Barra Summer 2024      | Brasil, Rio de Janeiro, Rio de Janeiro        | Bora Bora Resort Real                                                                          |
| 24 – 25 de fev. de 2024        | Cuiabá Open 2024                 | Brasil, Cuiabá, Mato Grosso                   | Goiabeiras Shopping                                                                            |
| 24 de fev. de 2024             | Ligerim Goiânia 2024             | Brasil, Goiânia, Goiás                        | Shopping Cerrado (https://maps.app.goo.gl/YVo5p7bXCxcNo8j79)                                   |
| 04 de fev. de 2024             | Araruama Open 2024               | Brasil, Araruama, Rio de Janeiro              | Shopping Araruama                                                                              |
| 04 de fev. de 2024             | Arena Bernô 5 City FM 2024       | Brasil, São Bernardo do Campo, São Paulo      | Salão de Festas                                                                                |
| 3 – 4 de fev. de 2024          | Brasília Bigs & Blind 2024       | Brasil, São Sebastião, Distrito Federal       | Colégio Modelo São Sebastião                                                                   |
| 3 – 4 de fev. de 2024          | Morro Reuter em Colônia 2024     | Brasil, Morro Reuter, Rio Grande do Sul       | Arena Zimmer                                                                                   |
| 28 de jan. de 2024             | Summer Kube Vitória 2024         | Brasil, Vitória, Espírito Santo               | Camburi Beach. In front of Hotel Aruan                                                         |
| 26 – 28 de jan. de 2024        | Osório Guri Cubing 2024          | Brasil, Osório, Rio Grande do Sul             | Instituto Federal de Educação Ciência e Técnologia Campus Osório                               |
| 27 de jan. de 2024             | UFBA IV 2024                     | Brasil, Salvador, Bahia                       | Faculdade de Direito da UFBA                                                                   |
| 20 – 21 de jan. de 2024        | Partage Summer 2024              | Brasil, São Gonçalo, Rio de Janeiro           | Partage Shopping São Gonçalo                                                                   |
| 14 de jan. de 2024             | Poções 2024                      | Brasil, Poções, Bahia                         | Academia Bergues Esportes                                                                      |
| 13 – 14 de jan. de 2024        | Iguatemi Fortaleza 2024          | Brasil, Fortaleza, Ceará                      | Iguatemi Fortaleza                                                                             |